# Colonia Claudia Ara Agrippinensium

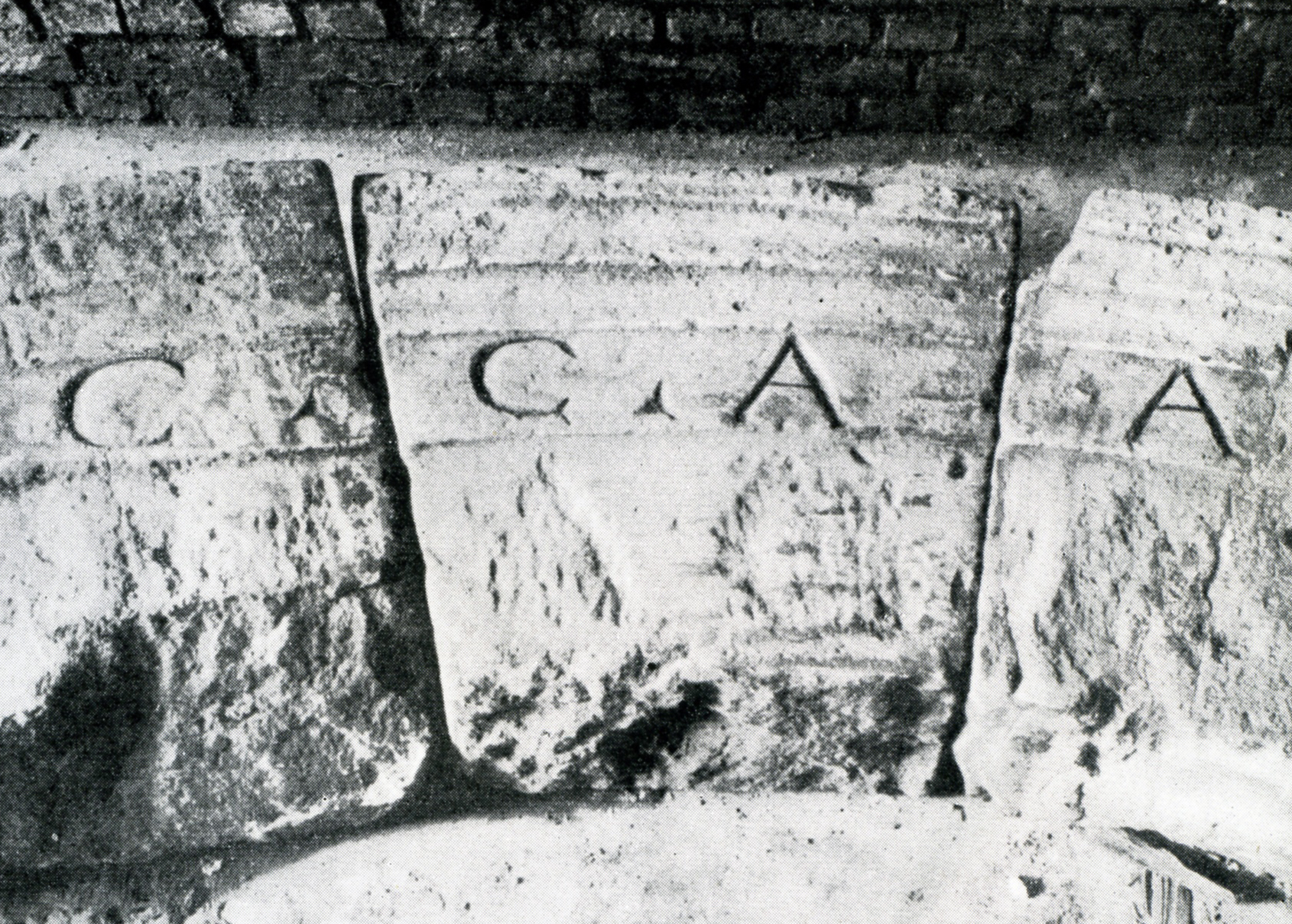
Inschrift über dem Nordtor der Colonia

Colonia Claudia Ara Agrippinensium (teilweise auch Colonia Claudia Ara Agrippinensis) ist der rekonstruierte Name der römischen Kolonie im Rheinland, aus der sich die heutige Stadt Köln entwickelt hat. Die lateinische Bezeichnung Colonia Claudia Ara Agrippinensium ist eine moderne Rekonstruktion auf Basis der historisch belegten Abkürzung CCAA. Sie bedeutet wörtlich Claudische Kolonie und Opferstätte der Agrippinenser, frei übersetzt Stadt römischen Rechts der Agrippinenser, unter Claudius gegründet beim Altar [für den Kaiserkult].

Das römische Köln im 3. und 4. Jahrhundert n. Chr., Schaubild im Römisch-Germanischen Museum

Die CCAA war Hauptstadt der römischen Provinz Germania inferior (Niedergermanien) und Hauptquartier des niedergermanischen Heeres. Mit der diokletianischen Verwaltungsreform wurde sie zur Hauptstadt der Provinz Germania secunda. Zahlreiche Zeugnisse der antiken Stadt blieben bis heute erhalten, darunter eine Inschrift des Kürzels CCAA auf einem Bogen des römischen Stadttors, der sich im Römisch-Germanischen Museum befindet. Mit der römischen Colonia beginnt die Geschichte der Stadt Köln.

## Historische Hintergründe

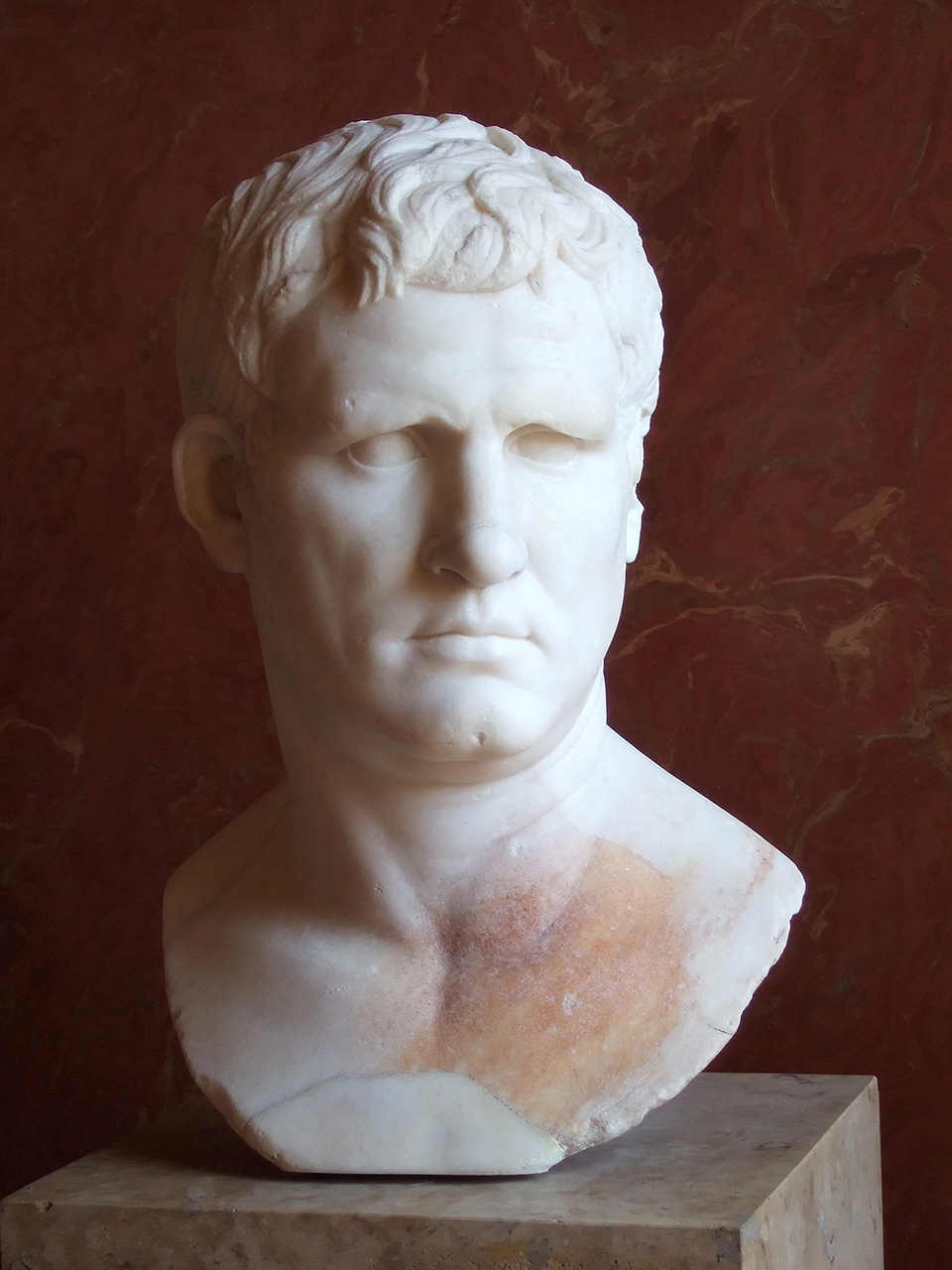
Büste des Marcus Vipsanius Agrippa (um 25/24 v. Chr.)

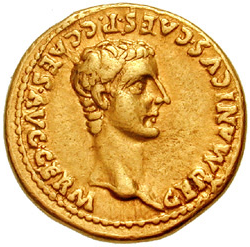
Münzporträt des Germanicus, Aureus (geprägt 40 n. Chr.)

### Oppidum Ubiorum,Ara UbiorumundApud Aram Ubiorum
Die Ubier, ein im rechtsrheinischen Gebiet siedelnder Germanenstamm, wurden von dem römischen Feldherrn Marcus Vipsanius Agrippa auf das linke Ufer der Kölner Bucht in den römischen Herrschaftsbereich umgesiedelt. Dieses Ereignis lässt sich in eine der beiden Statthalterschaften Agrippas in Gallien (um 39/38 und um 20/19 v. Chr.) datieren, wobei die schriftlichen Quellen und die Münzfunde für das zweite Datum (20/19 v. Chr.) sprechen. Lange war man der Meinung, dass der Raum vor Ankunft der Ubier siedlungsleer gewesen sei, nachdem Gaius Iulius Caesar den bis dahin dort lebenden Stammesverband der Eburonen bei einem Rachefeldzug ausgelöscht hatte. Mittlerweile hat sich jedoch gezeigt, dass die Eburonen nicht im Kölner Umland, sondern weiter westlich, im Gebiet der heutigen Staaten Belgien und Niederlande gesiedelt hätten. Während der zweiten Statthalterschaft Agrippas (um 20/19 v. Chr.) wurde auch der Ausbau des römischen Straßennetzes in Gallien unternommen. Dabei wurde das Siedlungsgebiet der Ubier unter anderem durch eine Straße über Icorigium (Jünkerath), Beda vicus (Bitburg) und Augusta Treverorum (Trier) nach Lugdunum (Lyon) an das Fernstraßennetz angebunden.
Vermutlich wurden die Ubier nach ihrer Umsiedlung auf die linke Rheinseite zunächst in kleinen Teilgruppen angesiedelt, die in Dörfern oder ähnlichen Siedlungen lebten. Ihr neuer Hauptort auf dem Gebiet des späteren Köln, das oppidum Ubiorum („Zivilsiedlung der Ubier“), entstand vermutlich erst einige Jahre später, wohl nach dem Ende der Drusus-Feldzüge (12–8 v. Chr.). Ein genaues Jahr lässt sich nicht festlegen, die archäologischen Quellen (vor allem Münzen, Fibeln und Erzeugerstempel auf Terra Sigillata) deuten darauf hin, dass die Stadt in den letzten Jahren vor der Zeitwende entstand. Der von Anfang an typisch römische Grundriss der Stadt und ihre strategisch günstige Lage machen deutlich, dass die Stadtgründung nicht durch die Ubier alleine erfolgte, sondern maßgeblich von der römischen Besatzungsmacht beeinflusst wurde. Als neuen Hauptort für die Ubier wählten die Römer einen hochwassersicheren Hügel neben einer heute nicht mehr existierenden Rhein-Insel aus (siehe Kapitel „Antike Topographie und Stadtgliederung“). Am Abhang dieses Hügels zum Fluss hin wurde später – nach der Erhebung des Oppidum zur römischen Colonia – die Ostseite der römischen Stadtmauer errichtet.
Schon bald nach der Gründung des oppidum Ubiorum wurde die Ara Ubiorum („Altar der Ubier“) im Stadtgebiet errichtet. Dieser Altar war wohl als zentrales Heiligtum der durch das noch zu erobernde transrhenanische Germanien zu bildenden großgermanischen Provinz vorgesehen. Für das Jahr 9 n. Chr. ist der Germane Segimundus aus der Familie des Arminius als Priester der Ara schriftlich bezeugt. Nach der Niederlage des Publius Quinctilius Varus in der so genannten „Schlacht im Teutoburger Wald“ im Jahre 9 n. Chr. und der Abberufung des Germanicus im Jahre 16 n. Chr. nahm man Abstand von den groß angelegten Eroberungsplänen für das rechtsrheinische Germanien. Dennoch behielt der Altar eine gewisse Bedeutung, da die Stadt auf zahlreichen Inschriften als Ara Ubiorum erscheint.
Zwischen den Jahren 9 und ungefähr 30 n. Chr. war der Kölner Raum Garnisonsort. In der Nähe der Stadt waren die Legio I Germanica (1. „Germanische“ Legion) und die Legio XX Valeria Victrix (20. Valerianische Legion mit dem Beinamen „Die Siegreiche“) stationiert. Der Platz des anfänglichen Doppellegionslagers erhielt den Namen Apud Aram Ubiorum („Beim Altar der Ubier“). Von 13 n. Chr. bis zu seiner Abberufung durch Tiberius im Jahr 16 n. Chr. befand sich dort das Stabsquartier des Germanicus bei dessen Bemühen, die Rheingrenze zu stabilisieren und neuerliche Offensiven gegen das rechtsrheinische Germanien vorzubereiten und durchzuführen. Beim Tode des Augustus (14 n. Chr.) meuterten auch die Kölner Legionen – die sich zu diesem Zeitpunkt vermutlich zusammen mit den in Vetera stationierten Verbänden in einem Sommerlager in Novaesium aufhielten – und beabsichtigten, Germanicus zum Kaiser auszurufen. Dieser verhielt sich jedoch loyal dem Thronfolger Tiberius gegenüber, verhinderte die geplante Kaiserproklamation und beschwichtigte die meuternden Soldaten durch weitreichende Konzessionen.
Um das Jahr 30 wurde das Doppellegionslager aufgelöst, die Legio I wurde nach Bonna, dem heutigen Bonn, die Legio XX nach Novaesium, dem heutigen Neuss verlegt. Von diesem Zeitpunkt an wurden in Köln keine Legionen mehr stationiert. Köln blieb aber Hauptquartier des Oberbefehlshabers des Niedergermanischen Heeres (Exercitus Germaniae Inferioris) und seines Stabes.

### Aufstieg zur römischen Kolonie

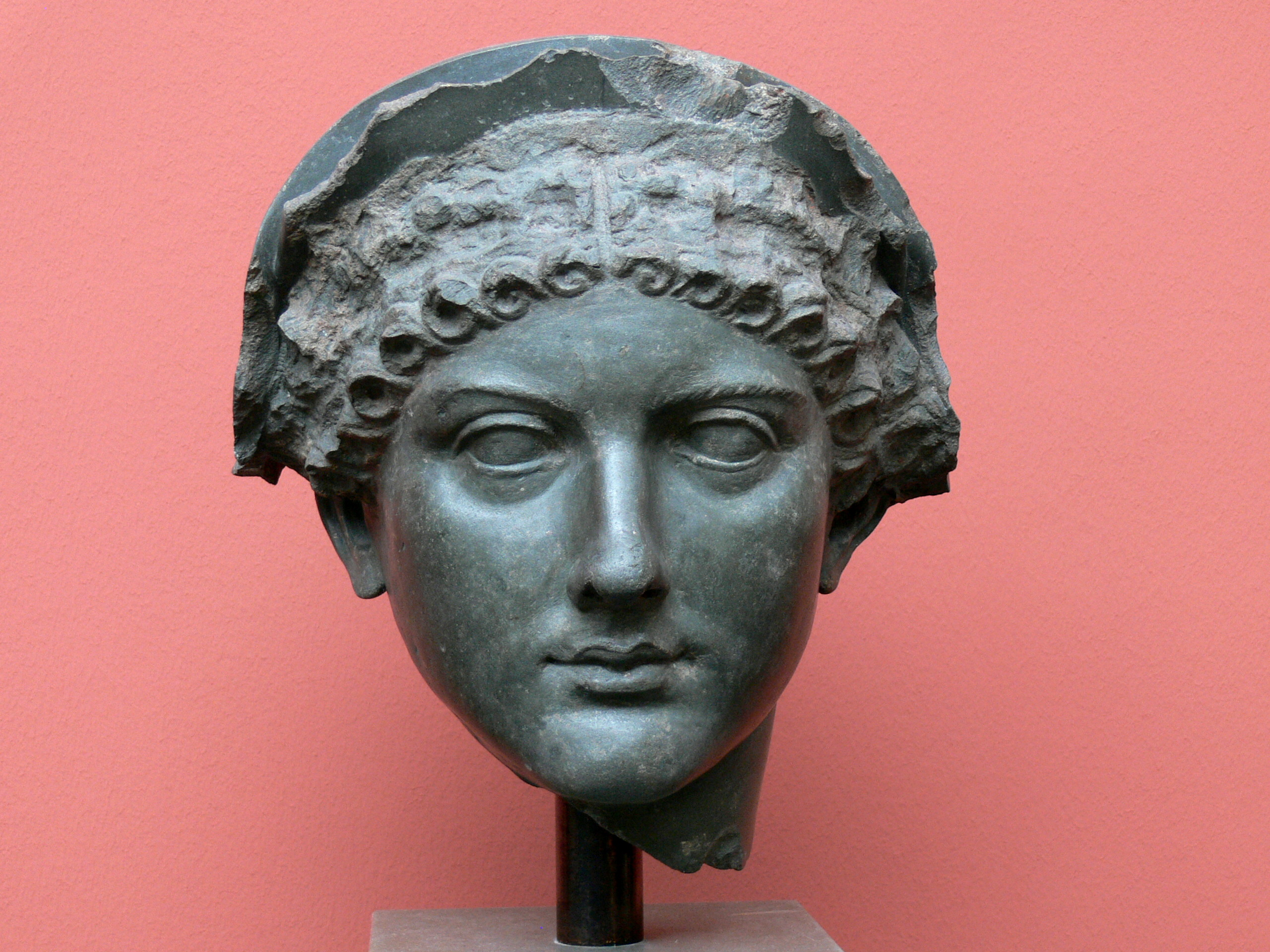
Büste von Agrippina der Jüngeren (datiert 54–68 n. Chr.)

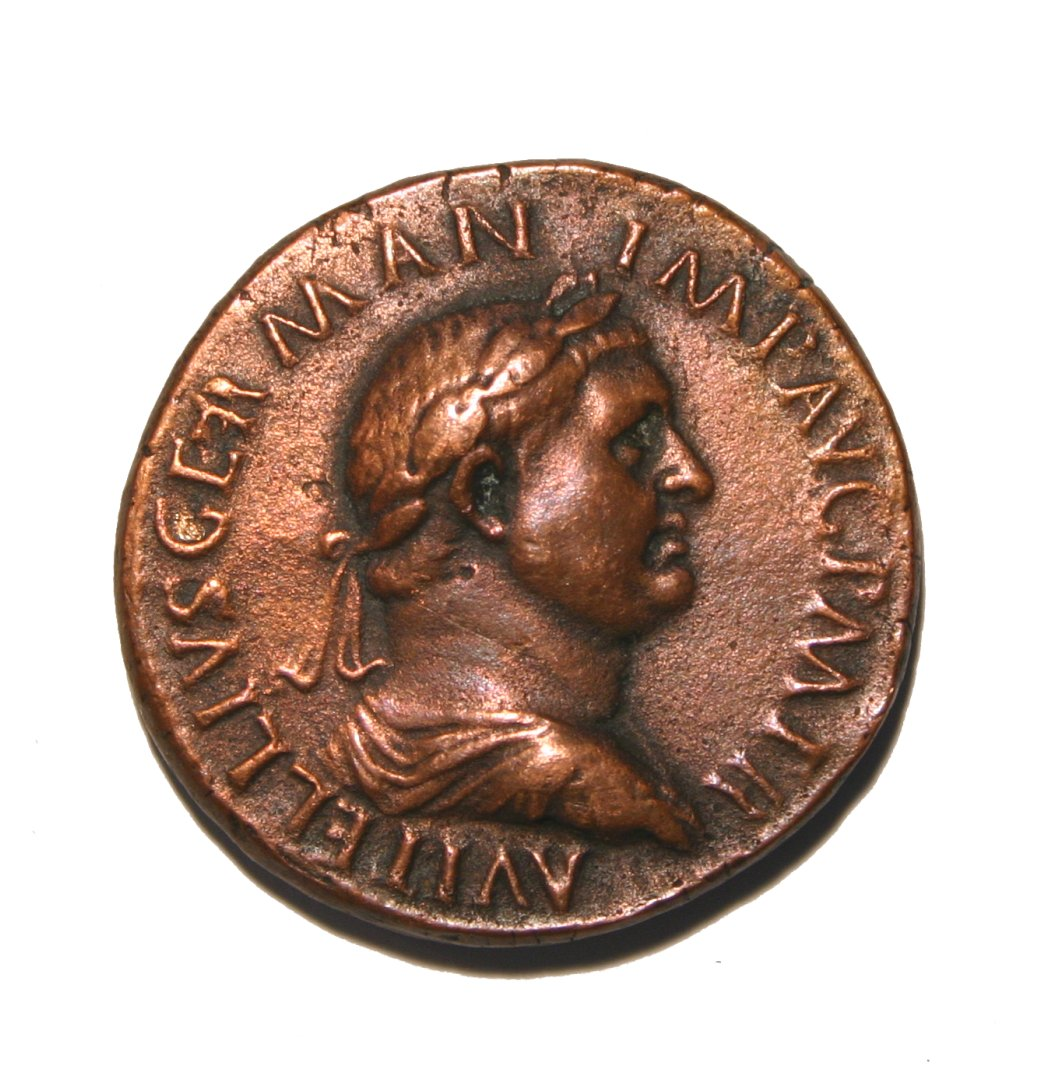
Münzporträt auf Sesterz des Aulus Vitellius (Kaiser 69 n. Chr.)

Agrippina die Jüngere, Tochter des Germanicus und Gattin des Kaisers Claudius, die im Jahre 15 n. Chr. im Oppidum Ubiorum, dem späteren Köln, geboren worden war, erreichte es, dass Claudius im Jahre 50 n. Chr. ihre Geburtsstadt zur Colonia erhob und nach ihr benannte. Der vollständige Name der neuen Colonia wird in den antiken Quellen nur abgekürzt (oft „CCAA“) genannt. Diese Abkürzung wird meist als „Colonia Claudia Ara Agrippinensium“ („Stadt römischen Rechts der Agrippinenser, unter Claudius gegründet beim Altar [für den Kaiserkult]“) aufgelöst; diese moderne Rekonstruktion des vollständigen Stadtnamens ist jedoch nicht sicher. Eine Colonia verfügte über sehr viel weiter reichende Rechte und umfangreichere Privilegien als ein Oppidum, nämlich über die römischen Bürgerrechte. Mit der Erhebung der Siedlung zu einer Colonia begann eine enorme Entwicklung des antiken Köln und dessen weiterer Aufschwung. Die CCAA stand damit in der Städte-Hierarchie im Imperium ganz oben, die Bürger waren den Römern gleichgestellt. Die CCAA war in ihrer Glanzzeit im 2. und 3. Jahrhundert n. Chr. eine der bedeutendsten Städte des römischen Imperiums und lange dessen größte Stadt nördlich der Alpen. Aus der römischen Bezeichnung Colonia Claudia Ara Agrippinensium entwickelten sich ab dem Mittelalter die Bezeichnungen Coellen bis hin zum neuzeitlichen Cöln und ab 1919 dem heutigen Namen Köln (mundartlich Kölle).
Ebenfalls in claudischer Zeit wurde unweit der CCAA das Hauptquartier der Classis Germanica, der römischen Rheinflotte errichtet. Die Flotte lag auf einem Hügel südlich der römischen Stadt, im Flottenkastell Alteburg, im Gebiet des heutigen Stadtteils Marienburg. Dieser Bereich wurde später Alte Burg genannt, wonach heute der „Alteburger Wall“ und der „Alteburger Platz“ benannt sind. Auf der der befestigten CCAA vorgelagerten frühzeitlichen Rhein-Insel (oder -Halbinsel) – zwischen Rhein und einem Nebenarm des Flusses und damit außerhalb der Stadtmauer – gab es vom 1. bis Mitte des 2. Jahrhunderts n. Chr. eine Palästra (Sportanlage) mit einem Wasserbecken und ab Mitte des 2. Jahrhunderts vier dreischiffige Horrea (Lagerhäuser) mit einem großen Hofraum. Die Besiedlung dieses vorgelagerten Inselgebiets erfolgte erst mit der mittelalterlichen Stadterweiterung.
Im Jahr 58 n. Chr. wurde die Stadt von einem Schadfeuer katastrophalen Ausmaßes heimgesucht. Möglicherweise war dieser Brand der Anlass dafür, dass ab der Mitte des ersten Jahrhunderts alle feuergefährlichen Gewerbebetriebe (Töpfereien, Glashütten, Schmieden) aus der Kernstadt verbannt wurden und sich in der Vorstadt außerhalb der Umwehrung niederlassen mussten.
Bis 70 n. Chr. (nach neueren Ausgrabungsergebnissen vermutlich um 90 n. Chr.) erhielt die Stadt eine mächtige Stadtmauer von etwa 8 m Höhe und 2,5 m Breite. Das heute im Stadtbild noch teilweise zu sehende aufgehende Mauerwerk entstammt allerdings in weiten Bereichen einer Bauphase des 3. Jahrhunderts. Die Fläche des ummauerten Stadtgebietes betrug etwa einen Quadratkilometer (96 ha). An den Ausfallstraßen lagen fünf große Gräberfelder, deren bedeutendste Stelen und Grabbeigaben im Römisch-Germanischen Museum zu sehen sind.

### Vierkaiserjahr und Bataveraufstand
Mit dem Tode des Kaisers Nero im Jahre 68 n. Chr. stellte sich in Rom die Nachfolgefrage, die im Reich einen Bürgerkrieg auslöste. Während in Rom der zunächst vom Senat eingesetzte Servius Sulpicius Galba von seinem Konkurrenten Marcus Salvius Otho und der Prätorianergarde ermordet wurde, riefen die rheinischen Legionen in der CCAA ihren Oberbefehlshaber Aulus Vitellius zum Kaiser aus; die Truppen in den britannischen, gallischen und hispanischen Provinzen stellten sich auf seine Seite. Vitellius marschierte mit dem überwiegenden Teil des rheinischen Heeres nach Italien ab und besiegte die Truppen Othos, der sich nach der Ersten Schlacht von Bedriacum tötete, wobei Vitellius danach den Dolch, mit welchen Otho sich getötet haben soll, als ein Weihgeschenk für Mars zur Colonia Agrippinensis sandte.
An der von den Truppen entblößten Rheingrenze kam es zu einem Machtvakuum. Im Nordosten Niedergermaniens erhoben sich die Bataver. Die zu dieser Zeit noch überwiegend von der ubischen Bevölkerung geprägte und nicht vollends romanisierte CCAA schloss sich ihnen an. Nachdem die Bataver aber den Abriss der Stadtmauern gefordert hatten, wechselte die CCAA wieder zur römischen Seite.
In der Zwischenzeit hatten die Legionen im Osten des Reiches (in den Provinzen Aegyptus, Syria und Iudaea sowie an der Donau) Vespasian zum Kaiser ausgerufen und in der zweiten Schlacht von Bedriacum die Truppen des Vitellius entscheidend geschlagen. Nach acht Monaten Regentschaft wurde Vitellius gestürzt, getötet und in den Tiber geworfen.

### Hauptstadt der Provinz Germania Inferior
Unter Domitian wurde um 85/90 n. Chr. der niedergermanische Heeresbezirk in die Provinz Germania inferior umgewandelt, und der Kommandant des niedergermanischen Heeres avancierte zum Statthalter der Provinz, deren Hauptstadt die CCAA wurde. Das schon zuvor rasante Wachstum der Stadt hinsichtlich Bevölkerungsstärke und ökonomischer Potenz gewann durch diesen Umstand noch einmal an Dynamik. Die Stadt entwickelte sich rasch zum wirtschaftlichen Oberzentrum und zum Umschlagplatz für den Handel mit den germanischen Territorien jenseits der Grenzen des Imperiums. Im Laufe des zweiten und bis zur Mitte des dritten Jahrhunderts lebten in der Stadt etwa 20.000 Menschen, davon rund 15.000 innerhalb und etwa 5.000 außerhalb der Stadtmauern. Begünstigt wurde die positive Entwicklung der CCAA durch eine fast zweihundertjährige politische und militärische Ruhe an der Rheingrenze sowie durch eine Reihe von äußerst befähigten Statthaltern. Diese Ära ging erst mit der Reichskrise des 3. Jahrhunderts zu Ende.

### Die CCAA in der Krise des 3. Jahrhunderts
Mehrere neue germanische Großverbände bedrohten im 3. Jahrhundert die nördlichen Grenzen des Imperium Romanum. Zusammen mit der Bedrohung durch das aggressive neupersische Sāsānidenreich gelangte das Imperium an die Grenzen seiner militärischen Leistungsfähigkeit. Zahlreiche Usurpationen sowie regionale wirtschaftliche Probleme belasteten zusätzlich. Die politischen Wirren und ökonomischen Rezessionen dieser Zeit führten auch die bislang prosperierende rheinische Metropole in den wirtschaftlichen Ruin.
Das Gallische Sonderreich, eine Abspaltung vom Römischen Reich mit Köln als Zentrum, bestand zwischen 260 und 274 n. Chr. Die Truppe des Postumus hatte einen mit Beute beladenen fränkischen Plünderungstrupp auf dem Rückweg bei Köln gestellt. Die Beute wurde unter den Soldaten aufgeteilt. Darüber kam es zum Konflikt mit dem legitimen Unterkaiser Saloninus, dem Sohn des Gallienus, und dessen Prätorianerpräfekt Silvanus, die die Beute zugunsten der Staatskasse einforderten. Daraufhin ließ sich Postumus von seinen meuternden Männern zum Augustus ausrufen und belagerte Köln, wohin sich Saloninus und seine Truppen geflüchtet hatten. Die Stadt wurde von Postumus erobert und diente ihm fortan als Regierungssitz des gallischen Teilreiches. Die Residenz wurde etwa 271 nach Treveris (heutiges Trier) verlagert. Ende 273 begann der römische Kaiser Aurelian den Westen des Reiches zurückzuerobern. Tetricus verlor die Entscheidungsschlacht im März 274 in der Nähe von Châlons-sur-Marne. Tetricus und sein Sohn wurden 274 offenbar im Triumphzug des Aurelian in Rom vorgeführt (so berichtet zumindest die Historia Augusta), ihr Leben aber verschont.

### Spätantike und Ende der römischen Herrschaft
Erst unter der Regierung Konstantin I. zu Beginn des vierten Jahrhunderts scheint es wieder zu einer gewissen Erholung und Stabilität gekommen zu sein. Im städtebaulichen Geschehen spiegelt sich diese Phase im Bau der Rheinbrücke und des rechtsrheinisch vorgelagerten Kastells Divitia wider. Doch die folgende Phase relativer Ruhe und Stabilität währte nur bis zur Mitte des Jahrhunderts. 355 wurde in Köln der Heermeister Silvanus zum Kaiser ausgerufen, aber nach wenigen Wochen getötet. Im Herbst 355 wurde Köln dann von Franken belagert, musste im Dezember desselben Jahres aufgegeben werden und fiel für zehn Monate in die Hände der Germanen. Die archäologischen Straten dieser Zeit weisen darauf hin, dass Eroberung und Plünderung katastrophale Auswirkungen hatten und die Stadt in Schutt und Asche legten. Zwar setzten anschließend noch einmal Bautätigkeiten ein, doch reichten die Kräfte und (überwiegend öffentlichen) Mittel wohl nur noch zur Wiederherstellung des Allernotwendigsten. Die letzte Nachricht über eine Baumaßnahme datiert auf den Winter 392/393, in dem Arbogast, der Magister militum der westlichen Reichshälfte, im Namen des Kaisers Eugenius ein nicht näher bezeichnetes öffentliches Gebäude erneuern ließ. Im fünften Jahrhundert schließlich erlosch die römische Kultur, und die Stadt ging an die Rheinfranken über. Zwei reiche Bestattungen im Dombereich zeugen von dieser Zeit.

## Antike Topographie und Stadtgliederung
Die Topographie der antiken CCAA unterschied sich von der der Innenstadt des heutigen Kölns. Der römische Stadtgrundriss lässt sich aber vom aufmerksamen Beobachter teilweise noch im Stadtbild nachvollziehen. Hohe Straße (Nord-Süd), ein Teil der Schildergasse, Breite Straße, Brückenstraße, Glocken-, Sternengasse und Agrippastraße (Ost-West) liegen über römischen Straßen, dazu zeichnen viele Straßen den Verlauf der Stadtmauer nach.
Die Lage der ehemaligen Rheininsel, an der das römische Köln entstand, entspricht in etwa dem zwischen Heumarkt/Alter Markt und Rhein gelegenen – hochwassergefährdeten – Teil der Kölner Altstadt. Der Rheinarm, der ab Mitte des 2. Jahrhunderts allmählich verlandet ist, lag im Gebiet des heutigen Alter Markts/Heumarkts; der Hügel westlich des Alter Markts, auf dem die antike Stadt angelegt wurde, ist noch heute gut zu erkennen.

## Baudenkmäler und archäologische Befunde

### Stadtmauer

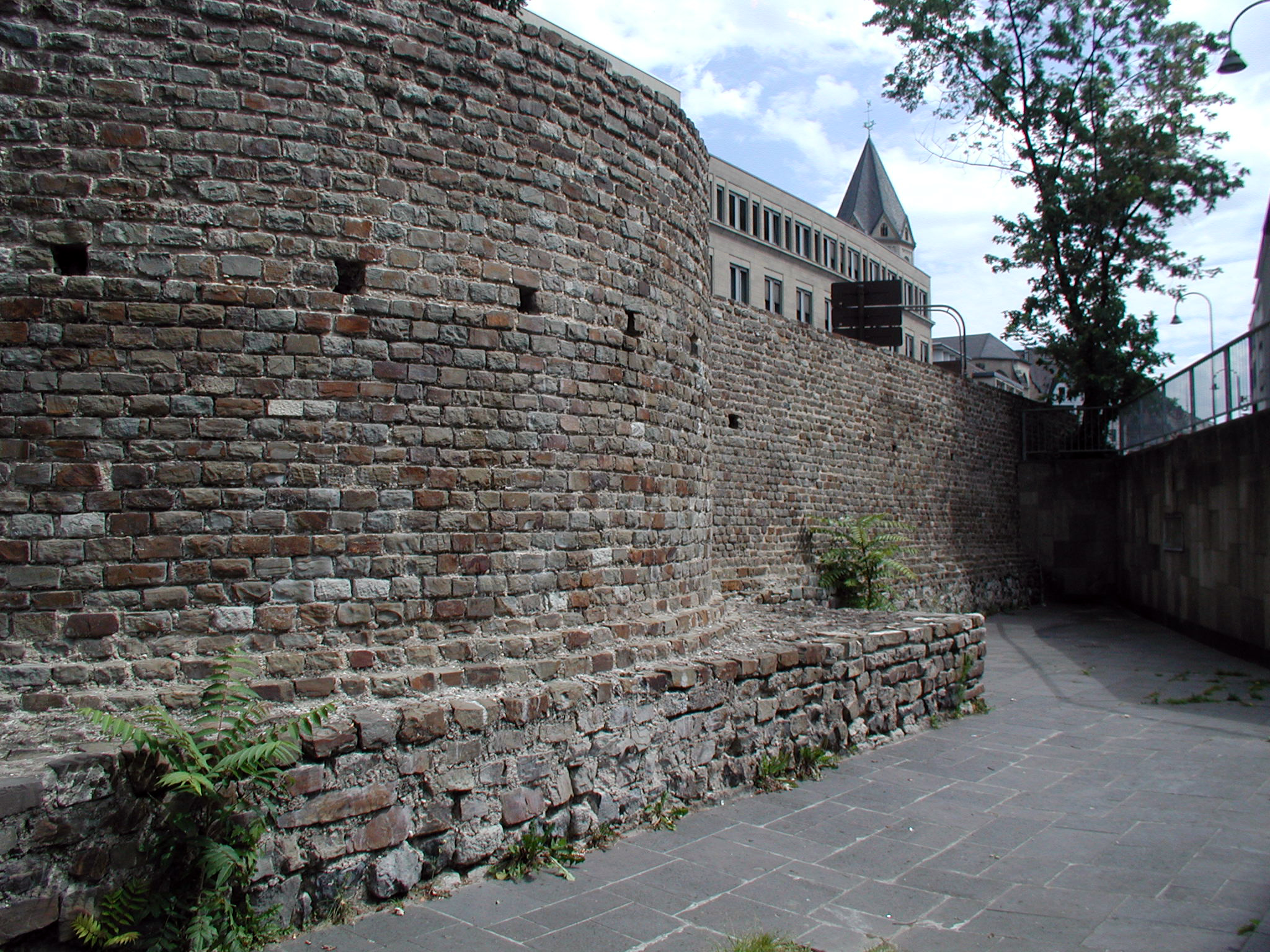
Reste der römischen Stadtmauer im Norden

Die Stadt war durch eine Stadtmauer geschützt, die heute noch an einigen Stellen in gut sichtbaren Resten erhalten ist. Beachtenswert ist die Inschrift CCAA vom Nordtor des cardo maximus unmittelbar beim Kölner Dom (heute im Römisch-Germanischen Museum) und der Römerturm aus dem 3. Jahrhundert.
Die Errichtung der Stadtmauer war die umfangreichste Baumaßnahme, die in der CCAA jemals durchgeführt wurde. Die erforderlichen logistischen Maßnahmen stellen eine Leistung für sich dar. So mussten die benötigten Steine auf dem Wasserweg über nicht geringe Entfernungen herangeschafft werden, da in der Umgebung der Stadt selbst keine ausbeutbaren Natursteinvorkommen existieren.
Die Mauer war über 3,9 Kilometer lang und umfasste eine Fläche von annähernd 97 Hektar. Sie war in einer einheitlichen Konzeption entworfen worden, orientierte sich an den topographischen Gegebenheiten des Geländes und vollzog die Konturen des hochwasserfreien Plateaus im Wesentlichen nach. Nur an der Ostseite der Kolonie zog sie tief in die Rheinaue hinab. Die Stadtmauer war mit insgesamt 19 Türmen im Abstand zwischen 77 und 158 m bewehrt. Auch hier war die östliche Mauerfront wieder insofern eine Besonderheit, als an ihr die Türme gänzlich fehlten. Den Zugang zum Inneren der Stadt ermöglichten neun Stadttore von jeweils individueller Gestaltung. Vor der Mauer diente auf den drei Feldseiten der Stadt ein Graben, der eine Breite von bis zu 13 m und eine Tiefe von bis zu 3,30 m erreichte, als Annäherungshindernis. Diese Funktion scheint er jedoch im Laufe des 2. Jahrhunderts – infolge der sich ausbreitenden Bebauung des Geländes außerhalb der Stadtmauer – zunehmend verloren zu haben.
Die 19 Türme wurden – wie die Mauer selbst – nach einem einheitlichen Konzept entwickelt (sogenannter „Kölner Normaltyp“). Sie ruhten auf jeweils 9,80 m mal 9,80 m großen Fundamentplatten. Das aufgehende Mauerwerk war zur Stadtseite 1,20 m bis 1,30 m stark, zur Feldseite hin betrug seine Mächtigkeit 2,40 m bis 2,50 m. Die höchste nachgewiesene Turmhöhe lag bei insgesamt sieben Metern, wovon 1,50 m auf das Fundament entfielen.

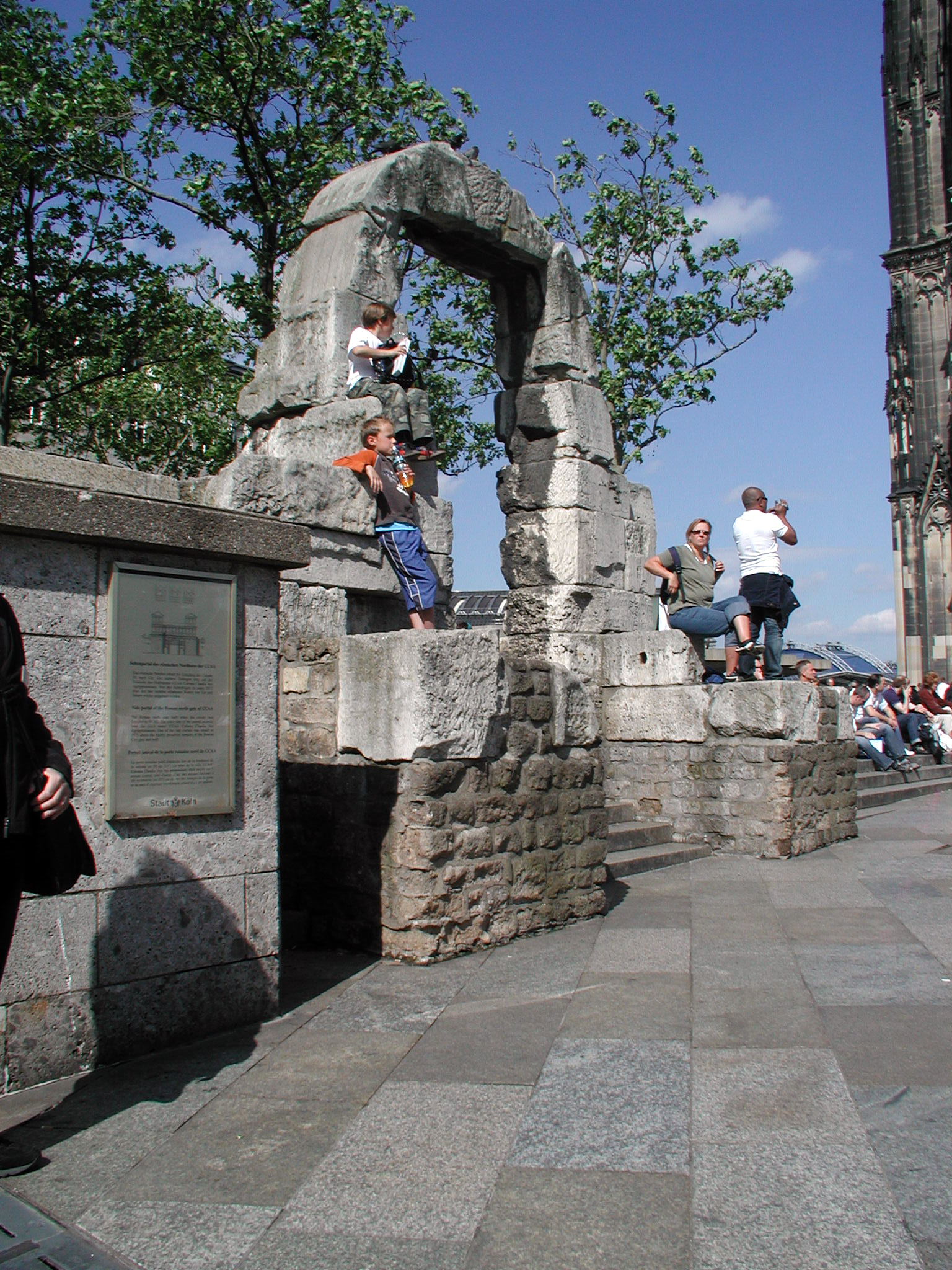
Teilrekonstruiertes Nordtor

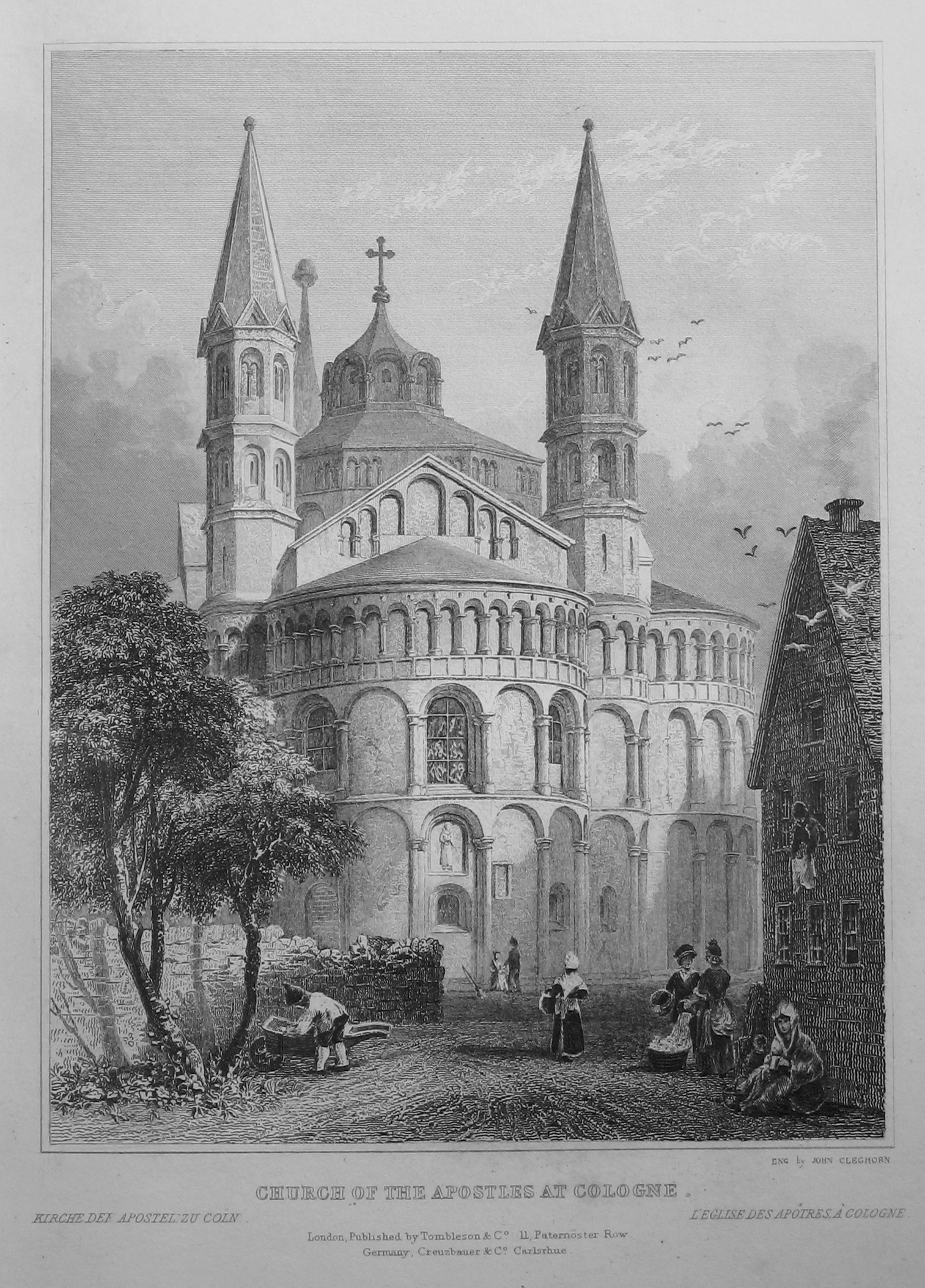
St. Aposteln, Neumarkt, unmittelbar hinter der Römermauer (Stahlstich um 1830 nach John Cleghorn)

In die Stadtmauer waren insgesamt neun Tore (eins auf der Nordseite, drei im Westen, zwei im Süden und drei zum Rhein hin, auf der Ostseite) von unterschiedlicher Größe und Bedeutung eingelassen. Die größten Tore, jeweils mit drei Bögen und zugehörigen Torbauten versehen, lagen an den nördlichen, westlichen und südlichen Enden des Cardo Maximus und des Decumanus Maximus. Hier gingen diese Hauptachsen des innerstädtischen Straßennetzes in die Fernstraßen über.
Das gesamte Befestigungswerk war aus vermörtelten Natursteinen errichtet. Für die repräsentativen Toranlagen wurden Kalksteine und rote Sandsteine verwendet, das übrige Steinmaterial bestand zu rund 80 % aus Grauwacke, zu 5 % aus Basalt und zu 3 % aus Trachyt. Die restlichen 12 % verteilten sich auf diverse andere Gesteine. Der relativ gute Erhaltungszustand der römischen Stadtmauer ist in erster Linie darauf zurückzuführen, dass sie in der Völkerwanderungszeit und im frühen Mittelalter nicht dem Steinraub zum Opfer fiel, von dem die meisten römischen Bauwerke betroffen waren. Sie wurde weiterhin als Wehrmauer genutzt und war noch im 11. Jahrhundert der einzige Schutz der mittelalterlichen Stadt Köln. Ihr Verlauf ist aufgrund der erhaltenen Fragmente und anhand der Straßenverläufe noch immer sehr gut im modernen Stadtbild nachzuvollziehen. Die Stadtverwaltung Köln hat darüber hinaus metallene Markierungen an den wichtigsten Punkten installiert.
Im heutigen Stadtbild entspricht der Verlauf der römischen Stadtmauer im Wesentlichen den folgenden Straßenzügen:
- Von Ost nach West: Trankgasse → Komödienstraße → Zeughausstraße (bzw. Burgmauer)
- Von Nord nach Süd: St.-Apern-Straße → Gertrudenstraße → Neumarkt → Laachstraße → Clemensstraße → Mauritiussteinweg
- Von West nach Ost: Rothgerberbach (bzw. Alte Mauer am Bach) → Blaubach → Mühlenbach → Malzmühle

Sichtbare Spuren der römischen Stadtbefestigung, ihr vom Kölner Dom in westliche Richtung folgend:
- Mauerfragmente in der Schatzkammer des Kölner Domes und in der Domtiefgarage sowie ein Bogen der Fußgängerpforte des römischen Nordtores unmittelbar am Dom.[37][A 1]
- Gegenüber der Kirche St. Andreas, zwischen Komödienstraße und Burgmauer bezeichnet das abgesetzte, runde Treppenhaus eines modernen Gebäudes die Form eines Turms, auf dessen Fundamenten es errichtet wurde.[A 2]
- Im Kreuzungsbereich Komödienstraße/Tunisstraße befindet sich auf einer Verkehrsinsel die Ruine des Lysolphturms sowie ein Stück Mauer.[A 3]
- Römerbrunnen zwischen Burgmauer und Zeughausstraße, gegenüber der rückwärtigen Front des Verwaltungsgerichts. Der Brunnen wurde ursprünglich genau auf den Fundamenten eines Turmes errichtet, nach Bombenschäden des Zweiten Weltkrieges aber leicht versetzt rekonstruiert.[A 4] Die Säule[A 5] mit dem römischen Wahrzeichen der Wölfin mit den Zwillingen Romulus und Remus blieb an ihrem ursprünglichen Platz und markiert die authentische Lage des Turmes.
- Im Bereich Zeughausstraße/Burgmauer in die Fassade des Zeughauses integrierte Mauerfragmente[A 6], ein wenig weiter westlich ein freistehender Mauerabschnitt[A 7] mit einer Gedenktafel.

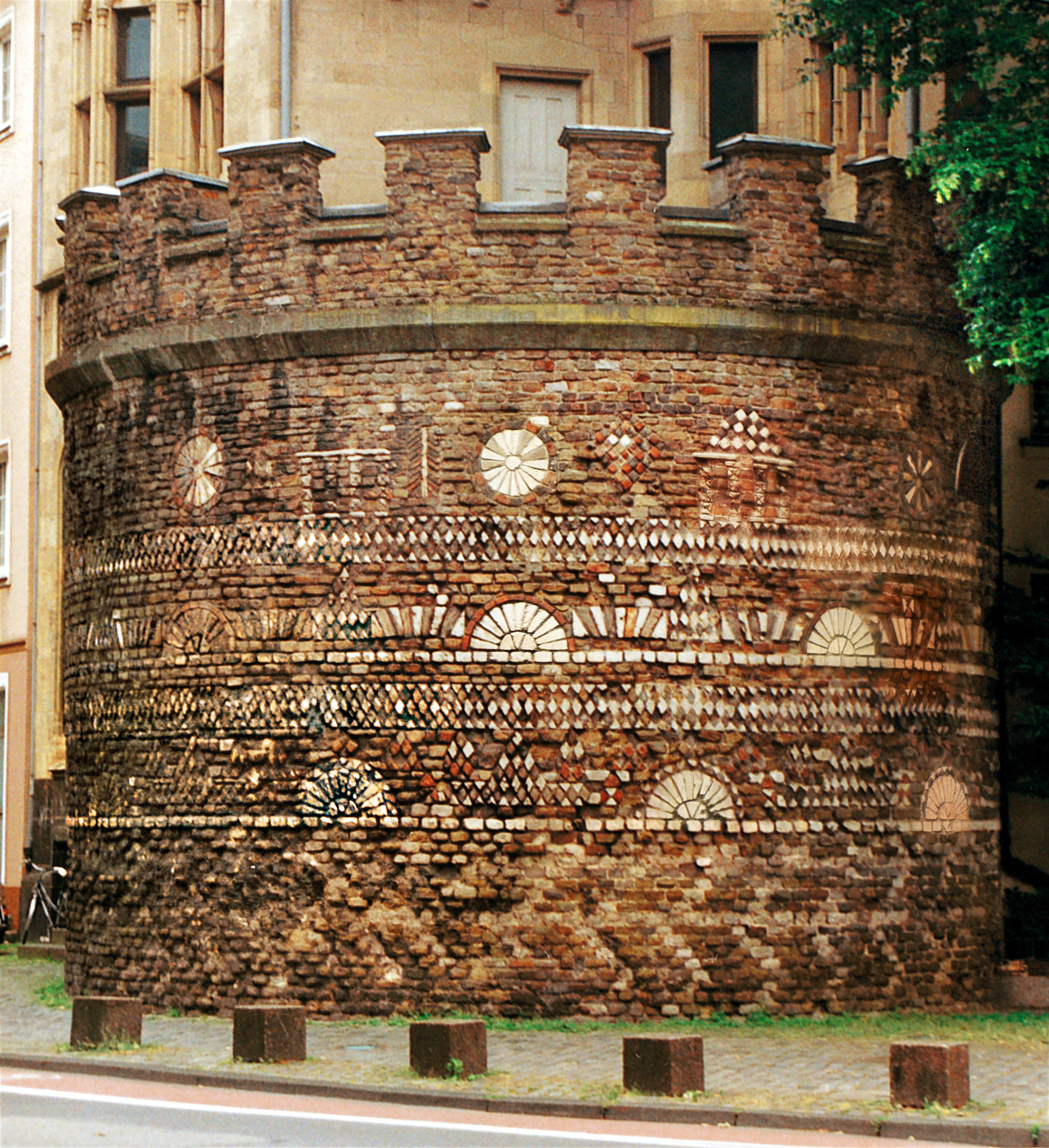
Turm 13, sogenannter Römerturm
Nordwestecke der CCAA

- Sogenannter Römerturm an der Magnusstraße. Besterhaltener Teil der römischen Stadtbefestigung mit der ornamentalen Verzierung eines Natursteinmosaiks. Sein guter Erhaltungszustand ist dem Umstand zu verdanken, dass er in einem ehemaligen Franziskanerinnenkloster als Latrine benutzt wurde. Die Zinnen wurden 1897 aufgesetzt und entsprechen nicht den etwa doppelt so breiten römischen Zinnen. Es handelt sich um den nordwestlichen Eckturm der Stadtbefestigung, die an dieser Stelle nach Süden hin abknickt.[A 8]
- Ruine des sogenannten Helenenturms an der Kreuzung Helenenstraße/St.-Apern-Straße.[A 9]
- Hinter dem Chor der Romanischen Kirche St. Aposteln wurde der Verlauf der Mauer durch eine Pflastermarkierung kenntlich gemacht. In der Fassade der Kirche selbst befindet sich eine vermauerte Pforte, durch die man die Kirche von der Stadtmauer her betreten konnte.[A 10]
- In den Sockel eines Wohngebäudes integrierte Mauerfragmente in der Clemensstraße.
- Im Bereich einer Wohnanlage zwischen Mauritiussteinweg und Thieboldsgasse befindet sich ein Teilstück der Mauer sowie der durch eine Pflastermarkierung kenntlich gemachte Grundriss eines ehemaligen Turms.
- Fragment eines Turms an der Griechenpforte, Ecke Rothgerberbach. Hierbei handelt es sich um die Reste des südwestlichen Eckturms der römischen Befestigung. Bei diesem Turm knickt der Stadtmauerverlauf nach Osten hin ab.[A 11]
- Turm und Mauerfragmente im Bereich Alte Mauer am Bach/Kaygasse. Durch ein Bürogebäude überbaut, aber noch freitragend vorhanden.[A 12]
- Weniger gut erhaltene Mauerfragmente im Bereich Mühlenbach.
- Neben der Kirche Klein St. Martin ist der ehemalige Verlauf der östlichen Stadtmauer durch Pflastermarkierungen hervorgehoben.[A 13]
- Weitere Reste der nur spärlich vorhandenen Ostmauer befinden sich im Kellergewölbe des Weinhauses Brungs[38] am Marsplatz 3-5.
- Am Kurt-Hackenberg-Platz wurde ein Teilstück der Mauer inklusive einem der Hafentore freigelegt und soll der Öffentlichkeit zugänglich gemacht werden.[39]

Die römische Stadtmauer blieb bis zur mittelalterlichen Stadterweiterung und Bau der neuen umfassenderen Mauer von 1180 in Benutzung.

### Ubiermonument oder Hafenturm

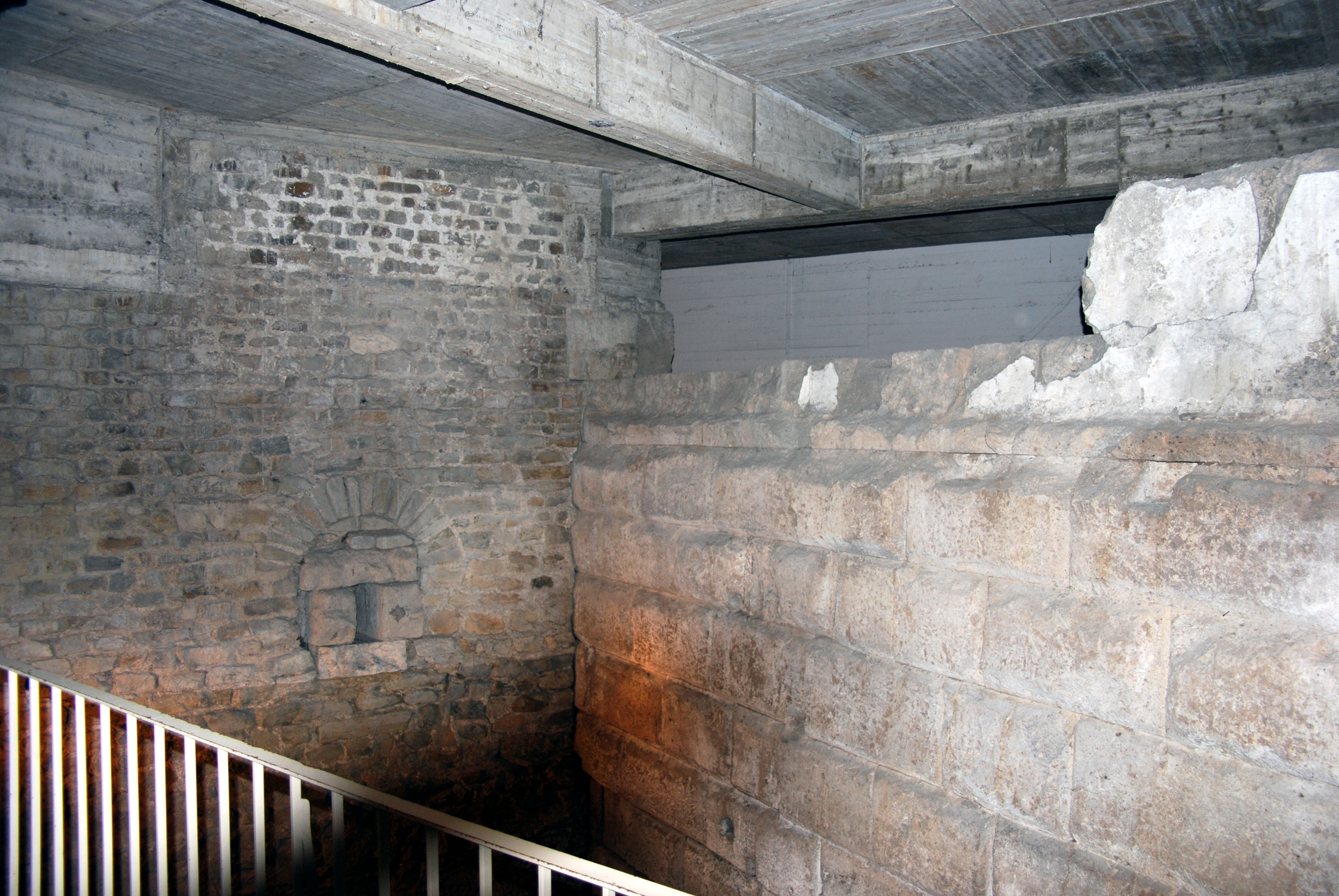
Nordwand des Ubiermonuments (rechts) mit Anschluss an die römische Stadtmauer, 2009 vor der Renovierung.

Das so genannte Ubiermonument, in der Literatur auch als Hafenturm bezeichnet, befindet sich an der Ecke Mühlenbach/An der Malzmühle. Das 1965/66 entdeckte Monument ist der älteste datierte römische Steinbau in Deutschland. Es handelt sich bei diesem Bauwerk um einen annähernd quadratischen Steinturm auf einer Fundamentplatte von nahezu 115 m², deren Unterkante sich etwa sechs Meter unterhalb des Laufniveaus der CCAA befindet. Über der Fundamentplatte erhebt sich ein Fundamentsockel aus drei Lagen von Tuffquadern. Das aufgehende Tuffsteinmauerwerk ist mit bis zu neun Quaderlagen noch 6,50 m hoch erhalten. 
Vor dem Hintergrund der Masse des Bauwerks war eine Verfestigung des Baugrunds in der Rheinaue notwendig. Zu diesem Zweck wurden Eichenpfähle in den Boden gerammt. Die dendrochronologischen Untersuchungen ergaben, dass die Bäume im Jahre 4 gefällt worden sind. Der archäologische Befund zeigte darüber hinaus, dass der Turm zum Zeitpunkt des Baus der Stadtmauer schon zerstört war. Er ist also eindeutig älter als die CCAA und dem Oppidum Ubiorum zuzuweisen. Seine Funktion ist nicht geklärt. Es könnte sich um einen Bestandteil der Stadtbefestigung des Oppidums oder/und um einen den römischen Hafen kontrollierenden Wachturm handeln. Seit März 2016 ist das Ubiermonument nach einem sieben Jahre dauernden Umbau wieder öffentlich zugänglich.

### Straßen

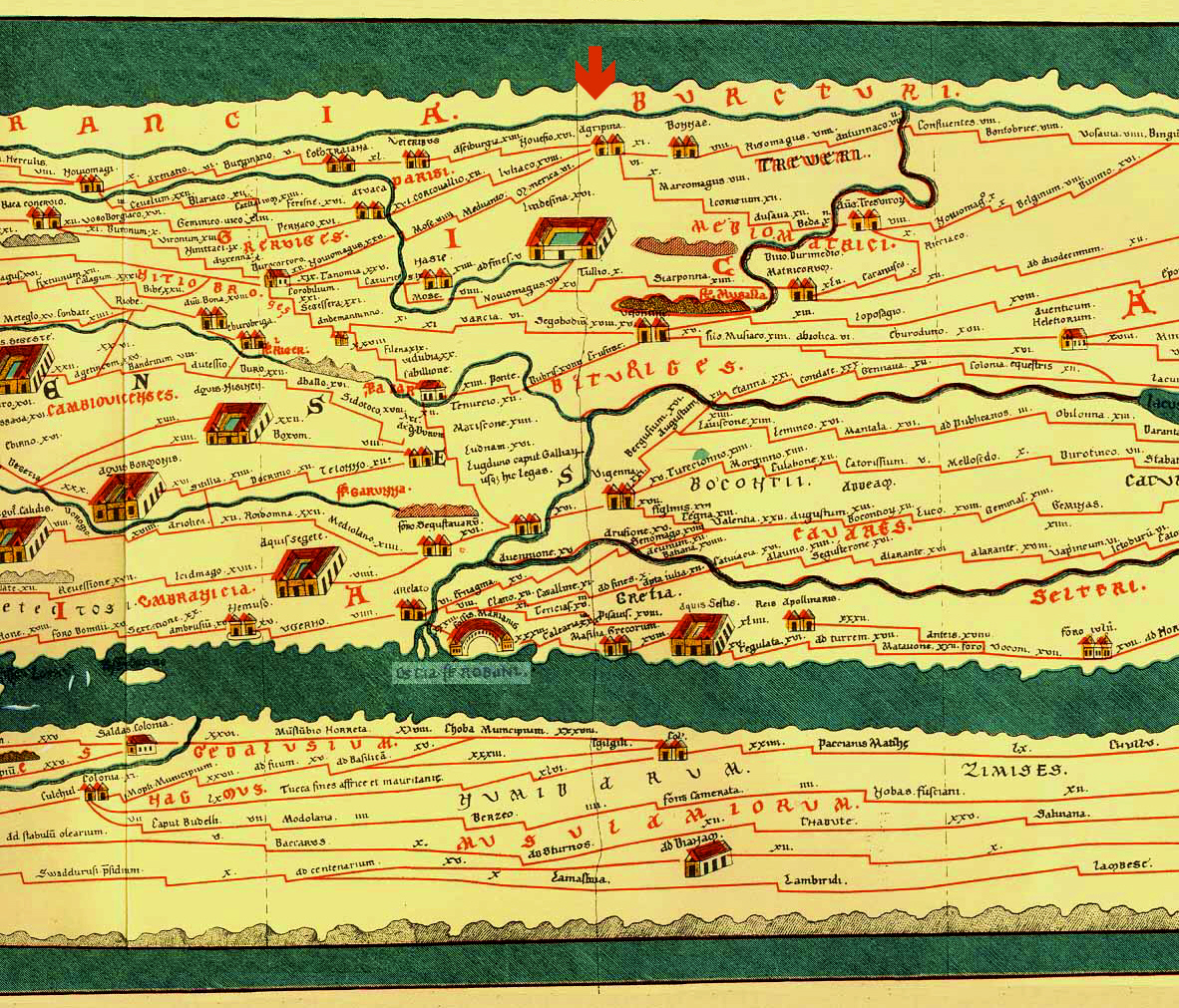
CCAA als Agrippina im römischen Straßennetz (Pfeil am oberen Bildrand)
Faksimile der Tabula Peutingeriana von 1887/88

Die Stadttore erschlossen das Straßensystem mit den noch heute bedeutenden Straßen. Im Straßenplan des heutigen Kölns lässt sich noch das Raster der römischen Straßen erkennen. Aus dem Cardo maximus entwickelte sich die heutige Hohe Straße, aus dem Decumanus maximus die Schildergasse. Die heutige Aachener Straße folgt im Wesentlichen der Via Belgica, die als Verlängerung des Decumanus maximus über unter anderem Jülich, Heerlen und Maastricht nach Amiens in Frankreich führte. 
Weitere Ausfallstraßen aus der Römerzeit sind die heutige Severinstraße und in ihrem weiteren Verlauf die Bonner Straße, die über die römische Rheintalstraße nach Confluentes (Koblenz) und Mogontiacum (Mainz) führte, dann die Luxemburger Straße, die über Zülpich (Tolbiacum) quer durch die Eifel nach Augusta Treverorum (Trier) führte (heute Römerstraße Trier–Köln) und der Straßenzug Eigelstein – Neusser Straße – Niehler Straße. Dabei handelt es sich um die den Rhein entlangführende Heerstraße (Rheintalstraße) über Neuss (Novaesium) nach Xanten (Colonia Ulpia Traiana).
Das Niveau dieser Straßen lag deutlich unter dem heutigen. So liegt der Cardo maximus bis heute unter der Hohe Straße in etwa 5,5 m Tiefe. Bei Kanalisationsarbeiten im August 2004 wurde im Schutt der spätrömischen Straße der Torso einer Venus-Figur gefunden.

### Praetorium

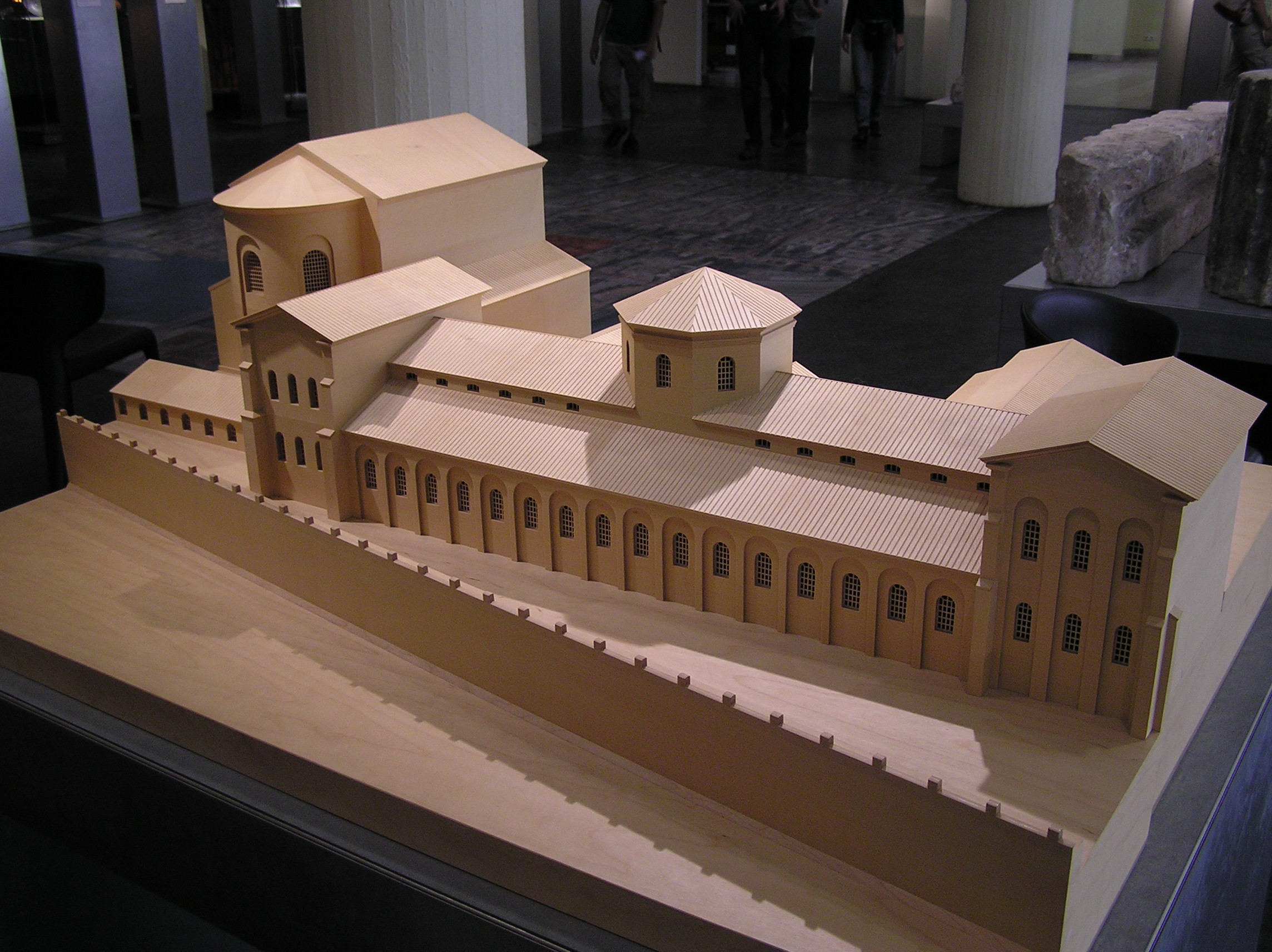
Modell des Praetoriums, Blick von Osten/vom Rhein her

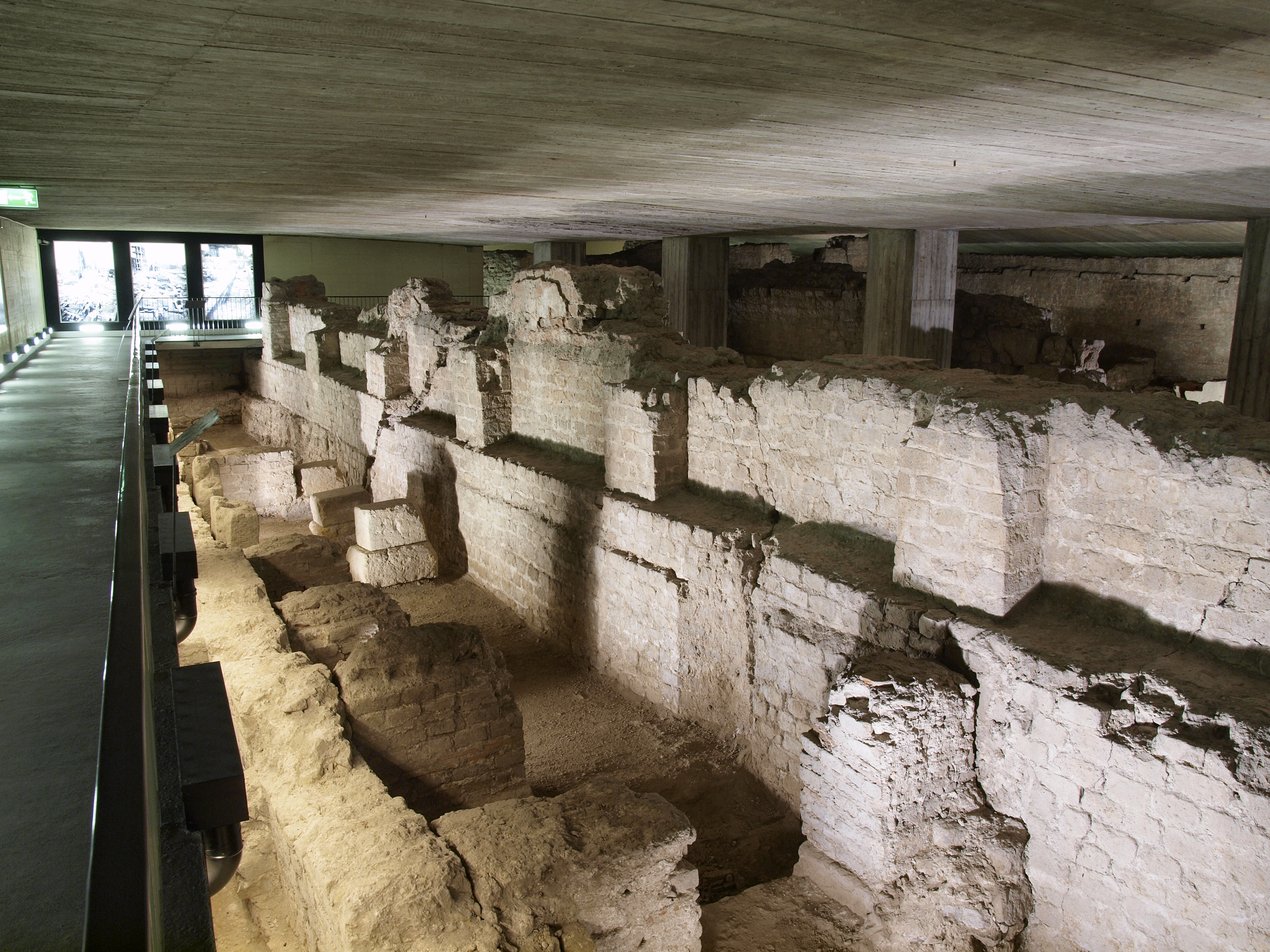
Originalfundamente des Praetoriums, zugänglich über die „archäologische Zone/jüdisches Museum“ unter dem Rathaus

Das Praetorium diente als Wohn- und Amtssitz sowie Verwaltungsgebäude des Statthalters der Provinz Germania inferior. Der Statthalter vereinigte in seiner Person den militärischen Oberbefehl über das niedergermanische Heer (Exercitus Germaniae Inferioris) und den zivilen Oberbefehl über die Provinz. Seine zivile Gewalt umfasste sowohl die Judikative wie auch die Exekutiv- und – im regionalen Rahmen – die Legislativgewalt. Statthalter einer Provinz war als Legatus Augusti pro praetore („Gesandter des Kaisers im Range eines Prätors“) immer ein ehemaliger römischer Konsul. Er unterstand nur dem Kaiser direkt. Zur Bewältigung seiner Aufgaben war ihm ein umfangreicher Verwaltungsapparat sowie eine Kohorte Infanterie und eine Ala Kavallerie unmittelbar unterstellt.
Das Praetorium der CCAA befand sich in der antiken Stadt unmittelbar an der östlichen Stadtmauer, nordöstlich des Forumsbezirkes. Es ist der einzige Verwaltungsbau dieser Art im gesamten Gebiet des ehemaligen Imperium Romanum, bei dem der Name praetorium als solcher inschriftlich überliefert ist. Im Wesentlichen konnten bei dem Gebäude, das im Laufe seiner Geschichte wiederholte Neu- und Erweiterungsbauten erlebte, vier verschiedenen Bauphasen differenziert werden:
- Die Ursprünge des Praetoriums reichen möglicherweise bis zum Jahr 14 n. Chr. zurück. Der erste Bau könnte sich aus den principia. des Lagers der Legio XX. oder aus dem praetorium. (im Sinne von Kommandantenwohnung) des Germanicus entwickelt haben, der sich zwischen den Jahren 13 und 17 n. Chr. in Köln aufhielt. Nachgewiesen werden konnten aus dieser Zeit zwei im Abstand von 4,20 Metern parallel verlaufende Trachytmauern mit einer Länge von 148 bzw. 173 m. Die zum Rhein weisende Fassade war durch Pilaster untergliedert. Ein wenig südlich davon wurde die etwa acht Meter durchmessende Apsis eines nicht näher bestimmbaren Gebäudeteils ausgegraben.
- Eine zweite Bauphase ist möglicherweise der Zeit nach den Ereignissen der Jahre 69/70 n. Chr. zuzuweisen. Nördlich des ersten Gebäudes entstand der so genannte Konchenbau mit seinen Nebengebäuden. Die langen Parallelmauern des ältesten Bauwerks wurden durch den Einbau von Zwischenwänden in zahlreiche kleinere Zimmer aufgeteilt. Weitere Gebäudeteile – zum Teil mit Hypokausten versehen – wurden in den Bereich zwischen Praetorium und Stadtmauer eingefügt. Darunter das so genannte „Haus an der Stadtmauer“, das über eine Pfeilerhalle mit dem Hauptkomplex des Praetoriums verbunden war.

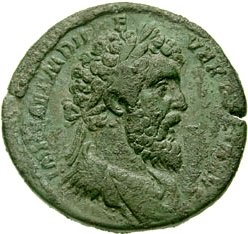
Münzporträt des Didius Julianus

- Die dritte Bauphase beinhaltet in ihrem ersten Abschnitt den planmäßigen Abriss und Neuaufbau weiter Teile des Verwaltungspalastes. Die großangelegten Umbaumaßnahmen wurden vermutlich unter der Statthalterschaft des späteren „Auktionskaisers“ Didius Julianus durchgeführt, der nach seinem Konsulat des Jahres 175 etwa seit dem Jahr 180 als Statthalter Niedergermaniens in Köln residierte. Durch eine Bauinschrift des Commodus, in der Didius Julianus Erwähnung findet, lässt sich der Zeitpunkt des Umbaus ziemlich genau auf die Jahre 184/185 datieren.[46] Von der älteren Bebauung wurden nur das „Haus an der Stadtmauer“ und die zugehörige Pfeilerhalle erhalten. Es entstand ein großes Galeriegebäude, an das sich im Norden verschiedene kleinere Bauteile anschlossen. Im Süden trat an die Stelle des Apsidengebäudes der Bauphase I ein großer Hallenbau, die so genannte Aula regia oder Palastaula, deren Apsis annähernd 15 m Durchmesser erreichte. Insgesamt erstreckte sich das Praetorium in dieser Bauphase über die Fläche von insgesamt vier Insulae und dürfte somit fast 40.000 m² in Anspruch genommen haben.
Zu einem nicht geklärten Zeitpunkt wurde das Praetorium durch einen verheerenden Brand zerstört. Der Fund einer Münze Konstantins, die sich im Brandschutt befand und in den Jahren 309 bis 313 geprägt worden ist, weist darauf hin, dass der erste Abschnitt der dritten Bauphase über 125 Jahre Bestand gehabt haben könnte. Hiernach erfolgten Zerstörung und Wiederaufbau frühestens im zweiten Jahrzehnt des vierten Jahrhunderts. Ein schriftliches Zeugnis über das Praetorium liegt allerdings erst wieder für das Jahr 355 durch Ammianus Marcellinus vor.[47] Bei der Eroberung Kölns durch die Franken in diesem Jahre wurde auch das Praetorium in Mitleidenschaft gezogen und möglicherweise zerstört.[48]

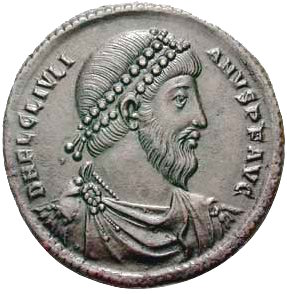
Münzporträt des Kaisers Julian

- Der Wiederaufbau und damit die vierte und letzte Bauphase des Praetoriums ist zeitlich nicht ganz präzise zu fassen. Möglicherweise begann er schon unmittelbar nach der Befreiung Kölns von den Franken durch den Kaiser Julian im Jahr 356. Nach einer Unterbrechung wurde der Neubau im letzten Viertel des vierten Jahrhunderts fortgesetzt und schließlich im letzten Jahrzehnt des Jahrhunderts vollendet. Von den älteren Teilen des Bauwerks blieben nur die südlichen Bereiche des Galeriegebäudes und die Aula Regia erhalten. Das neue Hauptgebäude bestand zunächst aus einem großen rechteckigen Saal, dem zur Rheinfront hin die so genannte Porticus-Galerie vorgelagert wurde. Am nördlichen und südlichen Ende des Zentralbaus entstanden zwei Apsidensäle, deren zehn Meter durchmessende Bögen nach Westen hin ausgerichtet waren. In einer späteren Phase des Ausbaus wurde ins Zentrum des Hauptgebäudes ein Oktogonalbau mit einem kreisförmigen Innenraum von 11,30 m Durchmesser eingebracht. Der Oktogonalbau teilte das Zentralgebäude in zwei jeweils rund 250 m² große Säle.

- Das Praetorium diente später den Merowinger-Königen des Fränkischen Reichs als Königspfalz. Schließlich wurden größere Teile davon im 8. oder 9. Jahrhundert zerstört, als das Gebäude zum Rhein hin abrutschte. Die diskutierten Ursachen dieses Abrutschens (etwa ein Hochwasser oder ein Erdbeben) sind lediglich Spekulationen, genauso wie Versuche einer genaueren Datierung. Am wahrscheinlichsten gilt allerdings eine Datierung in die frühe Karolingerzeit, also die zweite Hälfte des 8. Jahrhunderts.[49]

Beim Bau des neuen Rathauses 1953 wurde der Bezirk des Praetoriums weitgehend ausgegraben und archäologisch untersucht. Die steinernen Überreste der verschiedenen Bauphasen wurden konserviert und können unter dem so genannten „Spanischen Bau“ des Rathauses besichtigt werden.

### Forum
Wie in jeder größeren römischen Stadt befand sich im Zentrum der CCAA, am Schnittpunkt von Cardo und Decumanus maximus der Forumsbezirk. Der gesamte Forumsbezirk des antiken Köln umfasste vermutlich sechs Insulae („Wohnblocks“). Im Bereich der beiden westlichen Insulae wurde der Platz von einer großen Ring-Kryptoportikus, einer unterirdischen Hallenanlage, abgeschlossen, deren Außendurchmesser rund 135 m betrug. In diesem unterirdischen Bauwerk ist vermutlich das Heiligtum der Stadt, die Ara Ubiorum, zu suchen. Über der Kryptoportikus, auf dem antiken Laufniveau, erhob sich vermutlich eine Portikus, eine zur eigentlichen Platzanlage – dem Forum – hin offene Säulenhalle entsprechender Größe. Das Forum selbst nahm vermutlich den Raum von vier Insulae in Anspruch, wovon sich zwei westlich und zwei östlich des Cardo Maximus befanden.
Im heutigen Stadtbild von Köln ist von den antiken Relikten dieses Bezirks oberirdisch nichts mehr zu sehen. Auch die modernen Straßenverläufe stimmen mit denen, die im antiken Köln den Forumsbezirk abgrenzten, nicht überein. Das ungefähre Areal wäre im Kreuzungsbereich „Hohe Straße“/„Gürzenichstraße“ und dann weiter nach Osten Richtung „Schildergasse“ hin zu suchen. Im Untergeschoss des Kaufhauses „Schildergasse“/Ecke „Herzogstraße“ wurde ein Mauerblock des Forums konserviert und der Öffentlichkeit zugänglich gemacht.

### Amphitheater

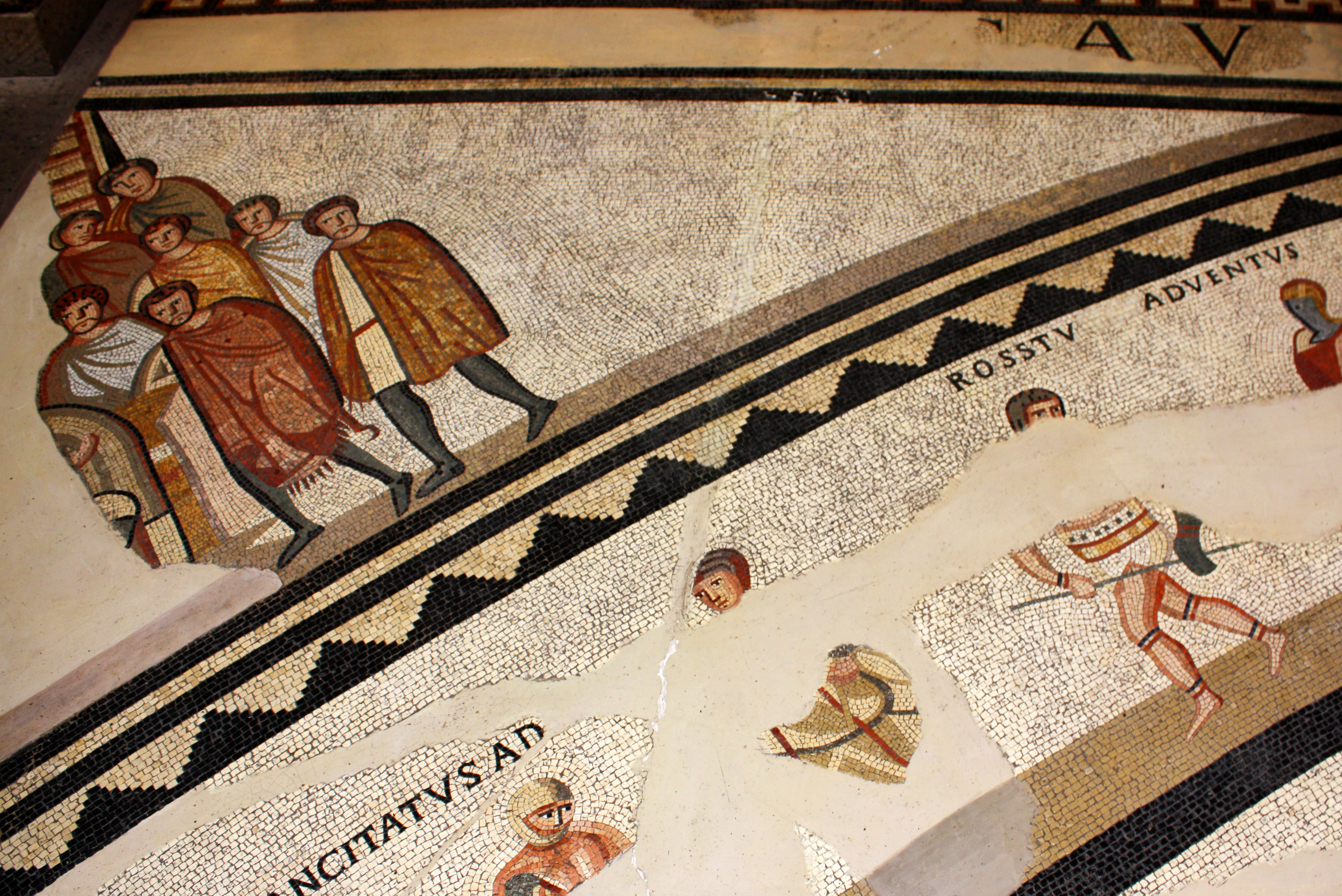
Gladiatorenmosaik aus dem 2./3. Jahrhundert (Fundort: Lungengasse)

Auch wenn der direkte archäologische Nachweis auf der Grundlage entsprechender Baubefunde bislang noch aussteht, so kann die Existenz mindestens eines Amphitheaters in der CCAA als gesichert angenommen werden. Einzelfunde aus dem Stadtbild belegen epigraphisch die Existenz beispielsweise eines Vivariums oder den Fang von 50 Bären, die vermutlich zu Tierhatzen benutzt wurden. Diese inschriftlichen Hinweise stehen zudem in inhaltlichem Zusammenhang mit Weihungen an die Diana Nemesis, die als Schutzgöttin der Gladiatoren galt. Abgerundet wird das Bild durch die Funde zweier Inschriftensteine aus Deutz bzw. aus dem südlichen Gräberfeld, die in den 1950er Jahren gemacht wurden. Bei dem ersten Stein handelt es sich wiederum um einen Weihestein für die Diana Nemesis, bei dem zweiten um den Grabstein eines „Doctors“ (Ausbilders) der Gladiatoren. Die Inschrift lautet:
D(is) M(anibus)
Ger(manio?) Victo-
ri doct(ori) gl(adiatorum)
[–––] pater
[et] Cl[–––]lu[–]
coniu{u}x
Es handelt sich also um einen den Totengöttern (Dis Manibus) geweihten Grabstein eines „Doctors“ (Ausbilders) der Gladiatoren mit dem Namen Germanius Victor.
Bemerkenswert in diesem Zusammenhang ist auch der Fund eines Grabsteines für zwei Gladiatoren, der sich auf die erste Hälfte des ersten nachchristlichen Jahrhunderts datieren lässt. Der Stein zeigt im unteren Bereich seiner Frontseite zwei Gladiatoren in Kampfstellung und mit typischer Bekleidung und Ausrüstung versehen.
Die Kartierung aller Einzelfunde, die mit den Theaterspielen in unmittelbarem Zusammenhang stehen (darunter auch noch einschlägige bildliche Darstellungen in Mosaiken oder auf Tafelgeschirr), lässt ein Amphitheater am ehesten in den nördlichen Randbezirken der CCAA vermuten.

Gladiatorenmotive auf Fundstücken des Römisch-Germanischen Museums, Köln
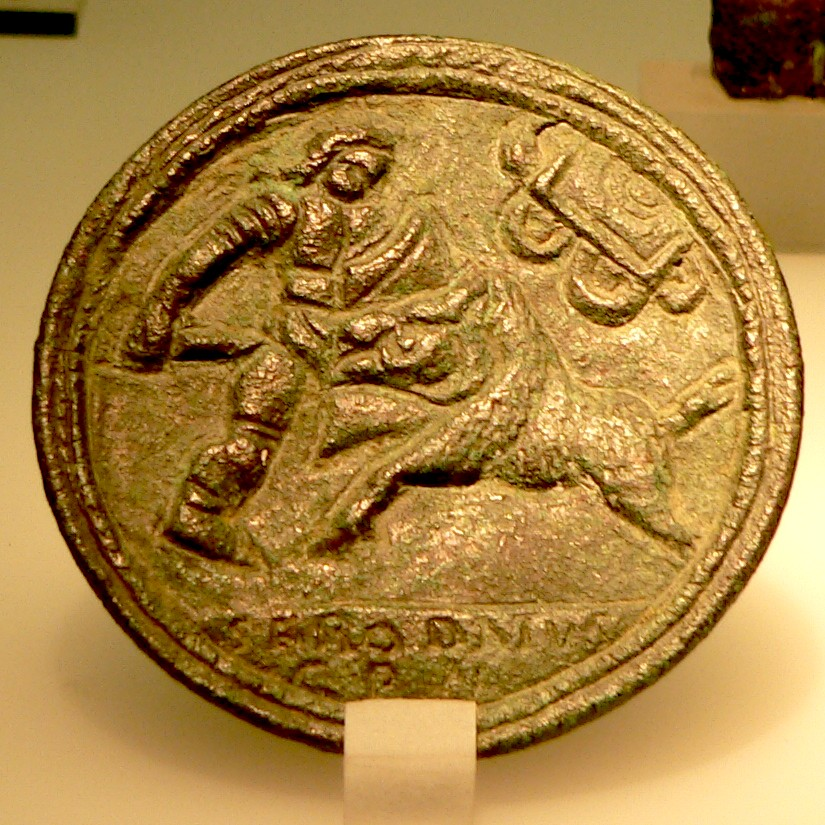
Bronzemedaillon mit der Darstellung des Kampfes eines Gladiators gegen ein Wildschwein
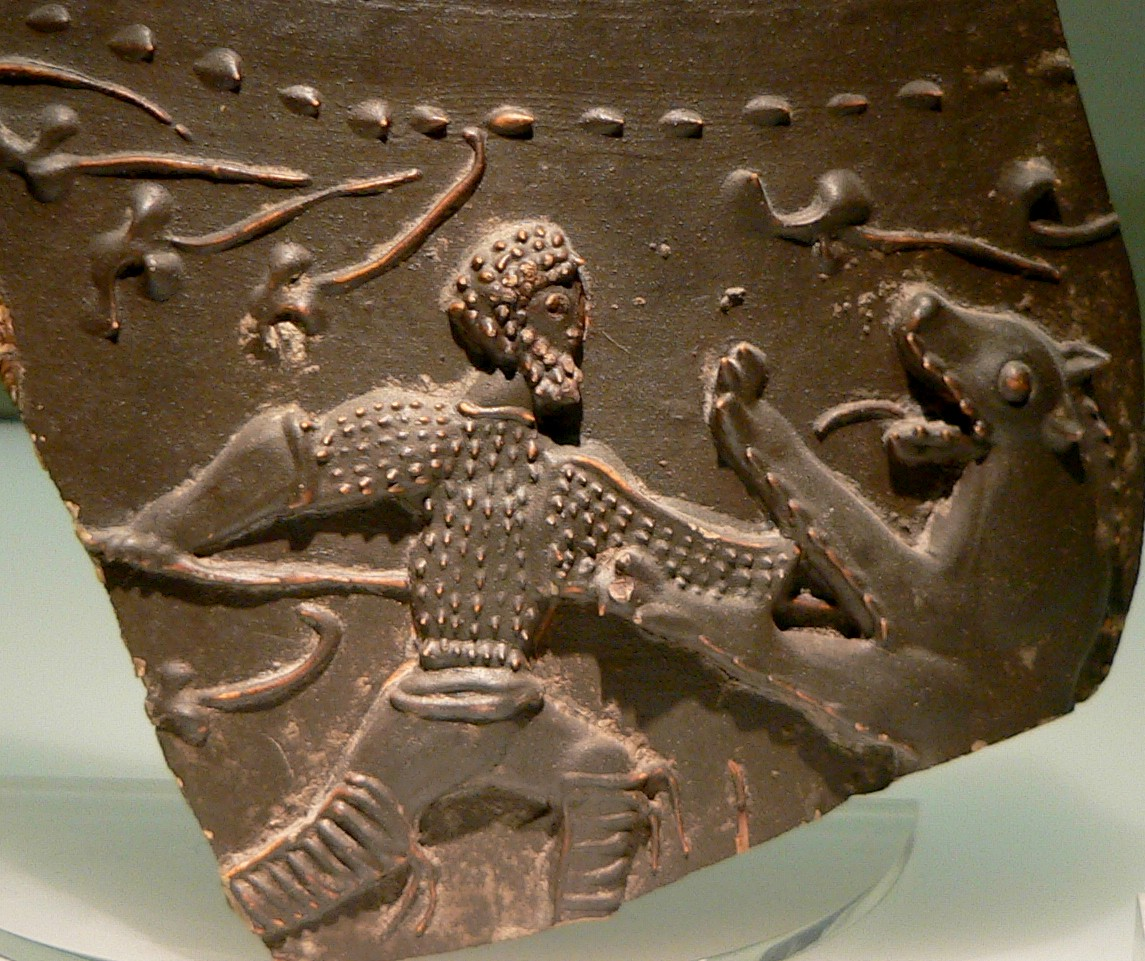
Gladiator beim Kampf gegen einen Bären (Keramik)
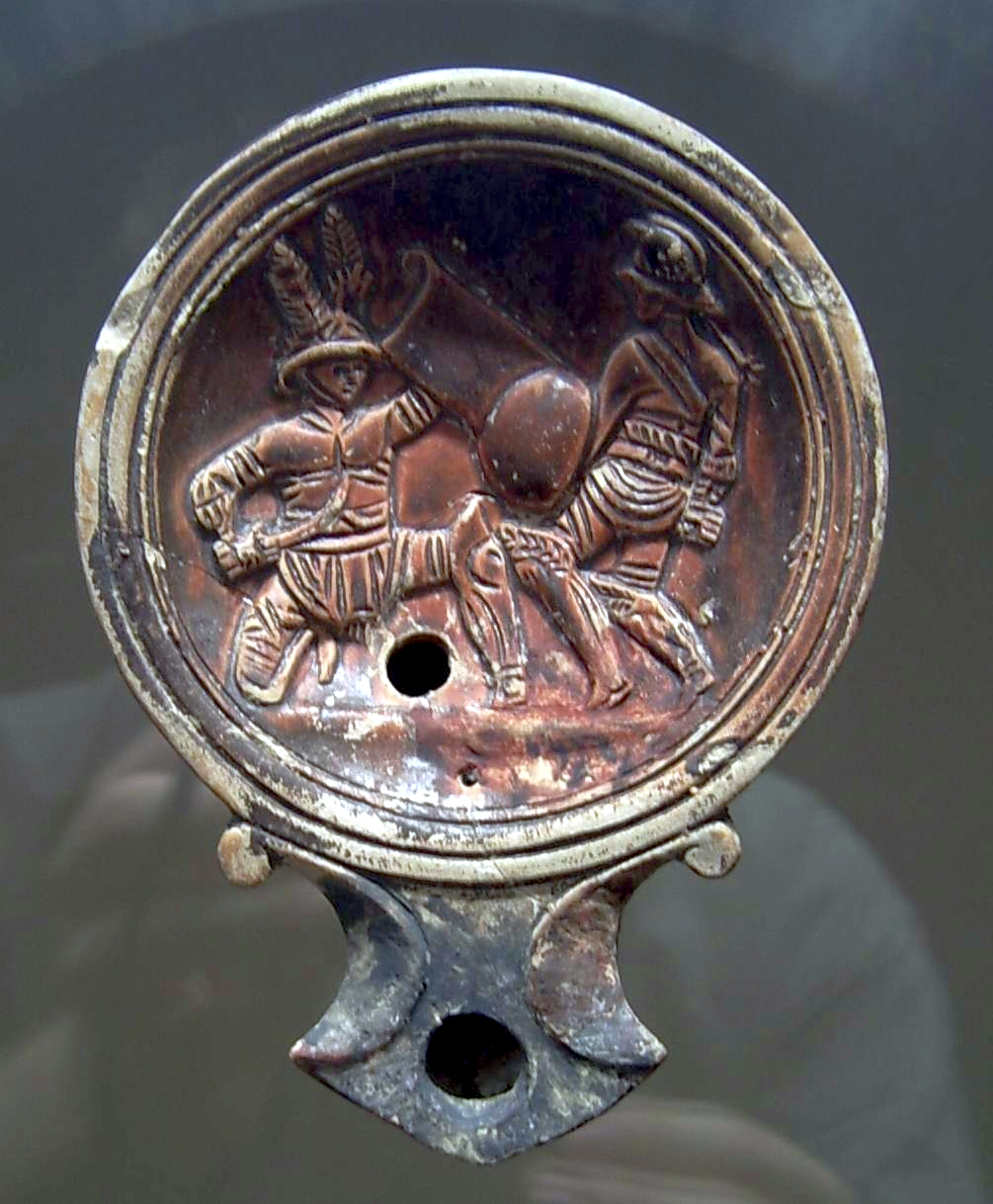
Öllämpchen mit der Darstellung zweier miteinander kämpfender Gladiatoren
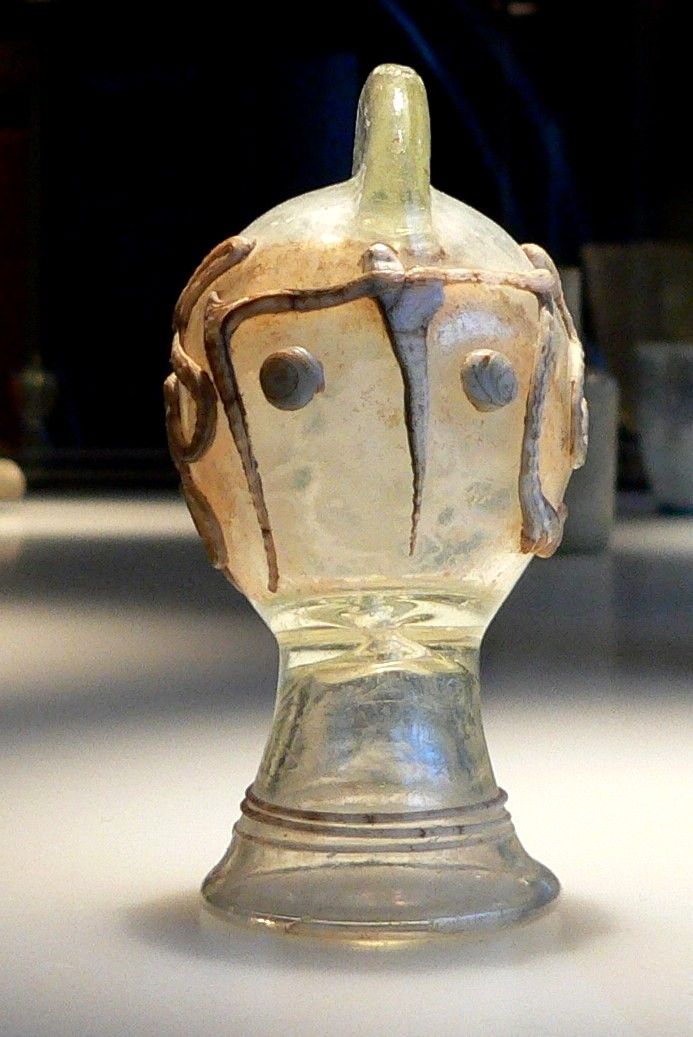
Tropfflasche in Form eines Gladiatorenhelms

### Tempel und frühchristliche Kirchen

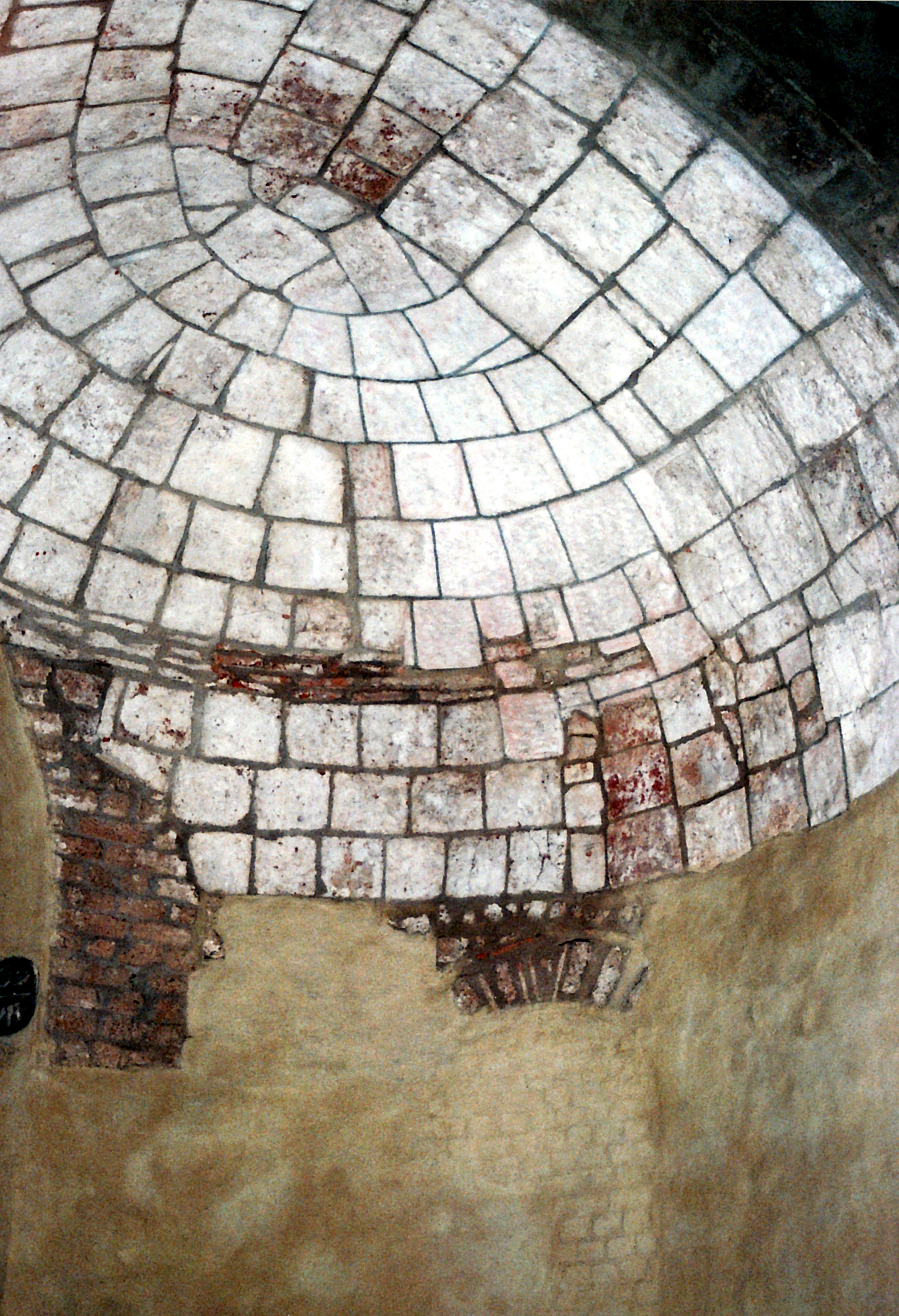
St. Gereon: Eine der südlichen Apsiden des spätantiken Zentralbaus

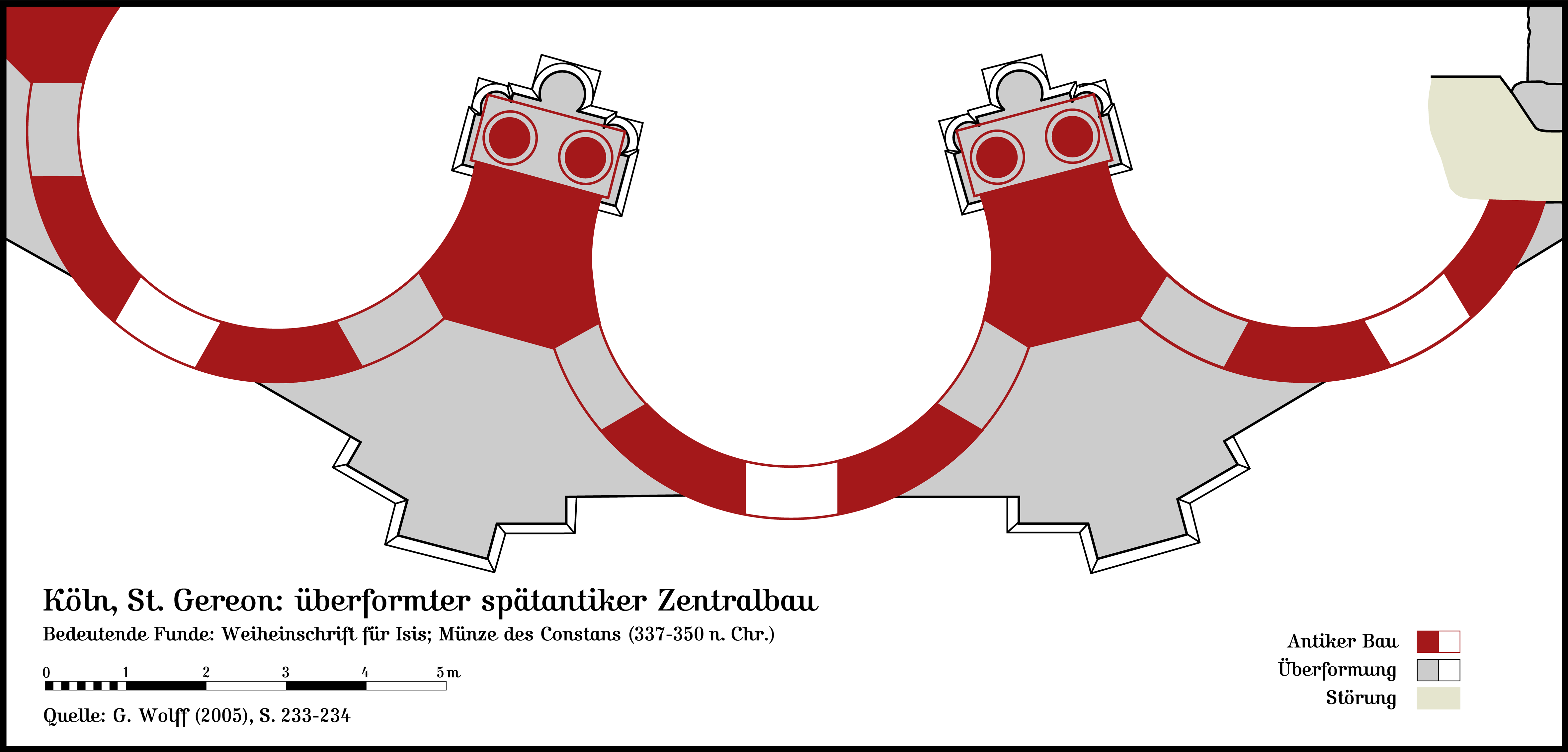
St. Gereon: Überformter spätantiker Zentralbau, noch bis zu 16,50 Meter hoch erhalten

Nach stadtrömischem Vorbild gab es auch in CCAA einen Kapitolstempel, der den Göttern Jupiter, Juno und Minerva geweiht war, an dessen Stelle im 11. Jahrhundert die Kirche St. Maria im Kapitol errichtet wurde. Diese liegt in der südlichen Altstadt am „Marienplatz“.
Ein Marstempel ist ebenfalls überliefert. Die Straßennamen „Marspfortengasse“, „Obenmarspforten“ und „Marsplatz“ deuten noch heute auf seinen ehemaligen Standort hin. Vor dem eigentlichen Eingang zum Marstempel befand sich ein Torbogen, die Porta Martis. Diese musste durchschritten werden, um den Tempel zu erreichen. Deshalb auch der Name „Marspfortengasse“. Der Tempel selbst dürfte etwa an der Position des heutigen Wallraf-Richartz-Museum gestanden haben. Den Überlieferungen nach soll in diesem Tempel auch ein Schwert Gaius Iulius Caesars aufbewahrt worden sein, das dieser nach seiner Schlacht gegen die Eburonen zurückgelassen haben soll.
Von den spätantiken Bauten ist vor allem ein Zentralbau unbekannter Nutzung vor der Nordwestecke der Stadtmauer zu erwähnen, dessen polygonaler Baukern mit insgesamt acht hufeisenförmigen Apsiden später durch den heutigen Kirchenbau St. Gereon überformt worden ist. Die noch bis zu 16,50 Meter hoch erhaltene, teilweise freigelegte römische Substanz, macht dieses Monument zu den besterhaltenen an ihrem ursprünglichen Platz bestehenden römischen Bauten in Köln.
Die Existenz eines frühchristlichen Kultraumes in Köln wird von Ammianus Marcellinus für das Jahr 355 überliefert. Wo sich dieser Kultraum befand, ist nicht bekannt. Als Bischofssitz – der erste namentlich bekannte Bischof war Maternus – muss in Köln bereits vorher eine Kirche existiert haben. Im Bereich des Doms sind Kirchenbauten spätestens seit dem frühen Mittelalter nachweisbar, die Platzkontinuität einer Bischofskirche an dieser Stelle schon seit der Spätantike ist aber nicht ausgeschlossen.
Für die Spätantike ist die Existenz einer jüdischen Gemeinde in Köln im Codex Theodosianus (16,8,3) schriftlich bezeugt. Am 11. Dezember 321 erlaubte Kaiser Konstantin I., Juden in den Stadtrat aufzunehmen (vgl. Jüdische Geschichte in Köln). Archäologische Nachweise jüdischen Lebens in Köln sind aus römischer Zeit bislang noch nicht bekannt.

### Wohnbauten

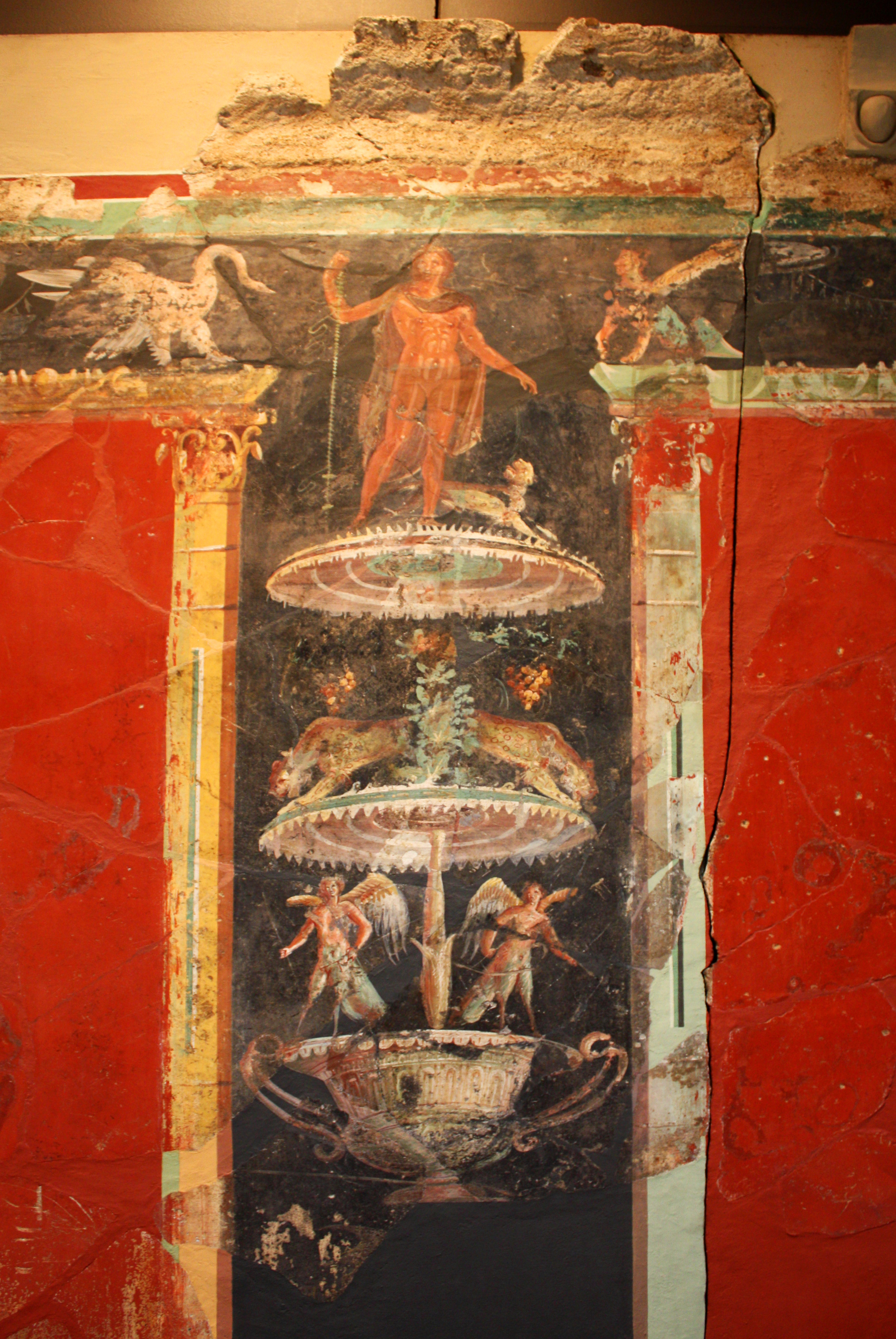
Wandmalerei aus Insula H/1, Raum 1434

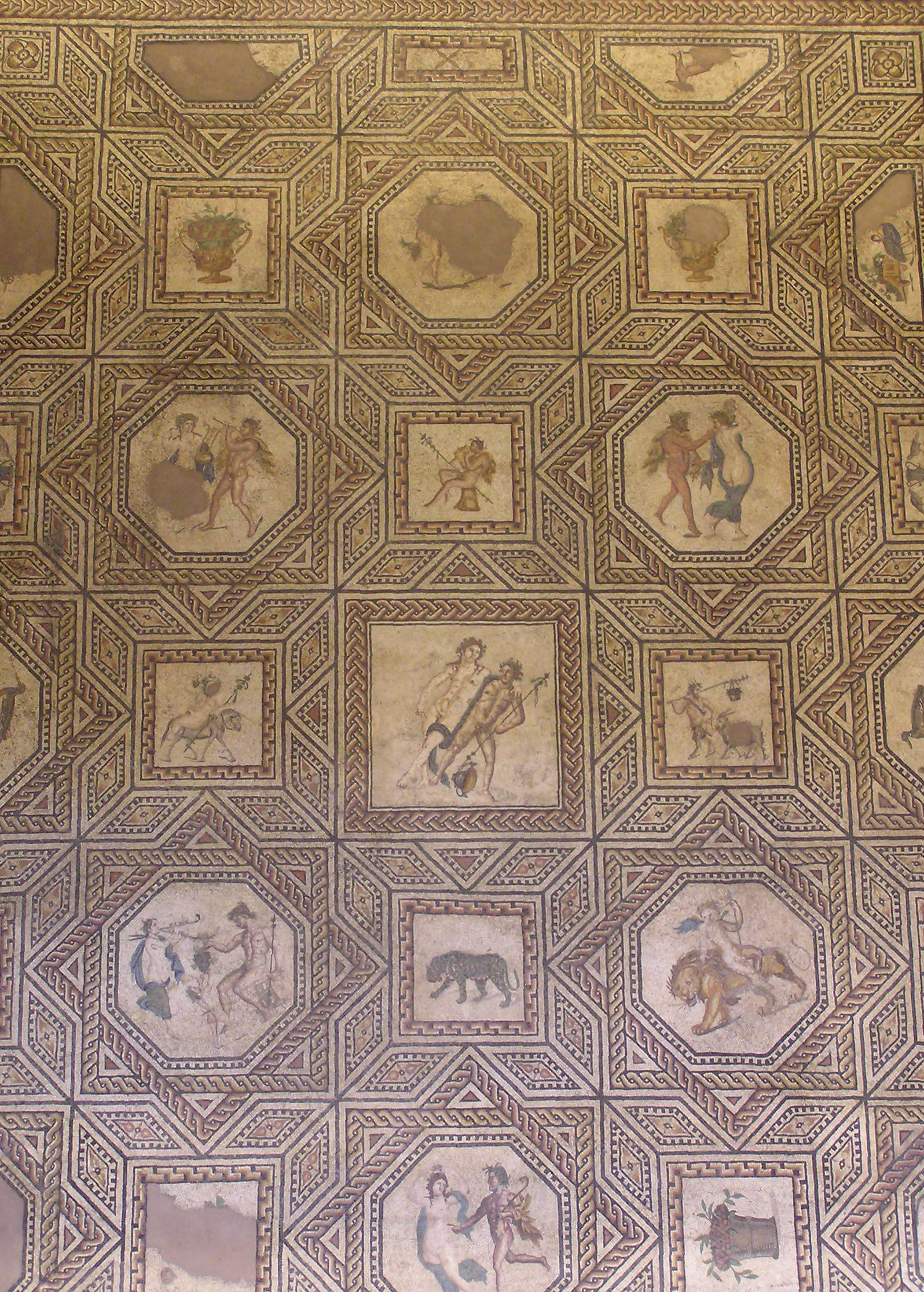
Dionysos-Mosaik, Ausschnitt, ca. 220/230 n. Chr., Römisch-Germanisches Museum Köln

Durch die andauernde Neubebauung der Stadt ist nur wenig von der antiken Wohnbebauung bekannt. Dennoch konnten immerhin mittlerweile über 36 Wohngebäude mit Mosaikfußböden lokalisiert werden. Südlich des Domes konnten großflächig Teile zweier Insulae ausgegraben werden. An der Rheinfront stand hier das sogenannte Peristylhaus mit dem Dionysosmosaik, dessen Mosaik ins Römisch-Germanische Museum integriert wurde. Es hatte ein großes Peristyl mit den Wohnräumen darum. Einige der Räume hatten Mosaikfußböden. Zur Rheinseite hin gab es eine Reihe von Läden. Ein zweites Haus in dieser Insula ist im Plan nicht ganz so deutlich erhalten, hatte aber ein Atrium. In einem weiteren Haus befand sich auch ein Mithräum. Zur Straße hin hatte die Insula Arkaden. Die zweite Insula lag westlich der ersten. Auch hier konnte eine dichte Wohnbebauung festgestellt werden, doch bleibt der Charakter einzelner Häuser wegen ständiger Umbauten unscharf. Besonders bemerkenswert sind die Reste einer gut erhaltenen Kandelaberwand aus dem ersten Jahrhundert n. Chr. (siehe: Wandmalerei aus Insula H/1, Raum 1434). Relativ gut erhalten war auch ein Haus im Westen der Stadt bei der Gertrudenstraße, das auch wieder gut erhaltene Wandmalereien lieferte. Auch hier fand man ein Peristyl mit den Wohnräumen darum.

### Wasserbau

#### Wasserversorgung
Vom 1. bis zum 3. Jahrhundert wurde die Stadt am Rhein durch die Eifelwasserleitung mit frischem Trinkwasser versorgt. Mit ca. 95 Kilometer Länge war sie eine der längsten Wasserleitungen des römischen Reichs und die längste nördlich der Alpen, von der man weiß. Sie ist ausschließlich archäologisch bezeugt, genau so wie die ab etwa 30 nach Christus errichteten Vorgängerleitungen, der Vorgebirgsleitung mit ihren einzelnen Zweigen (→ Römische Wasserleitungen in Hürth).
Ferner gab es Thermen (im Gebiet von St. Peter/Museum Schnütgen).

#### Wasserentsorgung

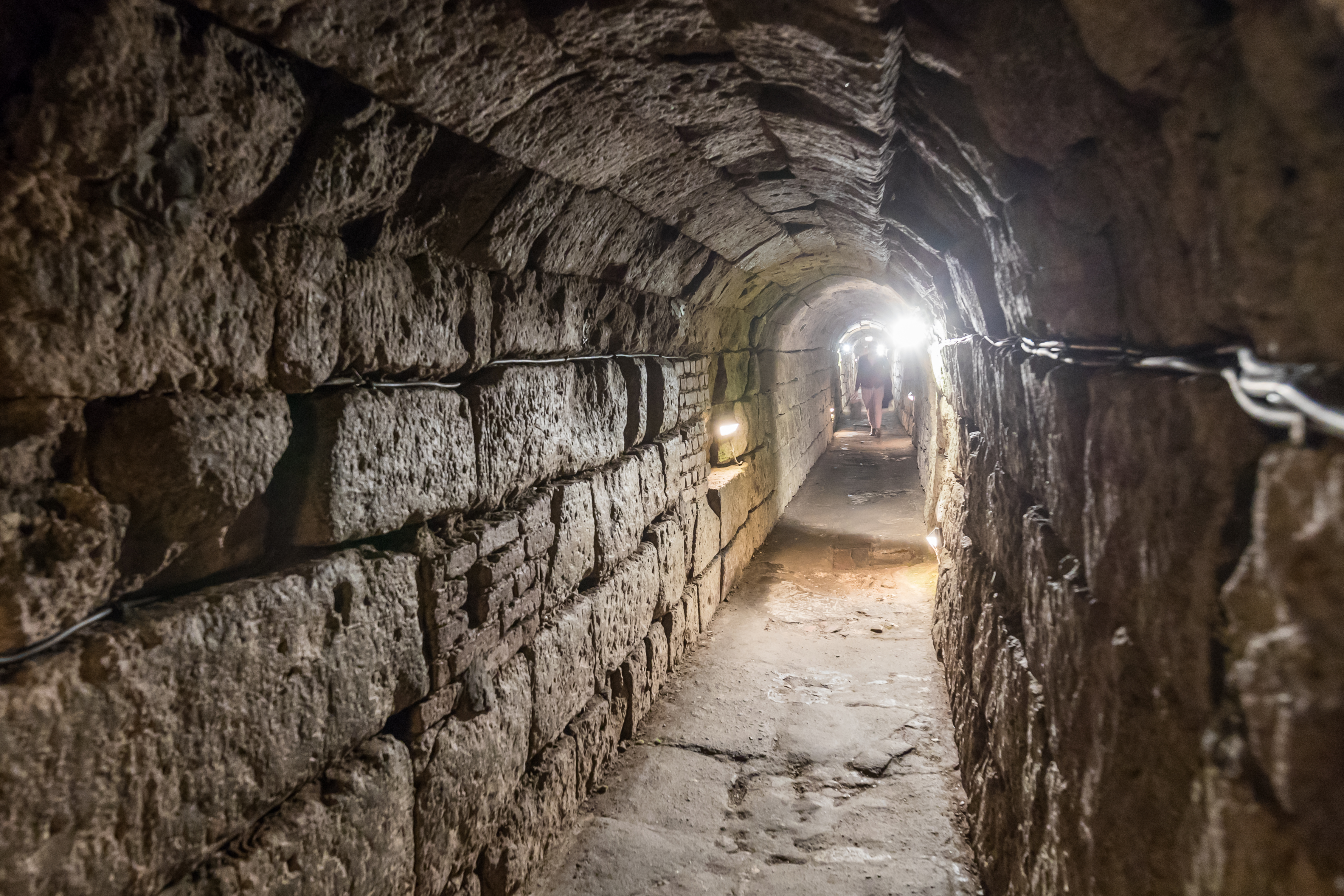
Römischer Abwasserkanal unter Köln

Zur Abwasserentsorgung existierten in Köln unterirdische Leitungen. Die Abwässer wurden ungeklärt in den Rhein entsorgt. Ein längerer Abschnitt der Abwasserleitungen wurde begehbar gemacht und ist vom Praetorium aus zugänglich.

#### Thermen
Die Kölner Thermen waren bereits Anfang der 1950er Jahre durch Grabungen des Römisch-Germanischen Museums um St. Cäcilien nachgewiesen. Genauere Beobachtungen konnten aber erst 2007 bei den Bauarbeiten für den Bürokomplex Cäcilium an der Ecke Cäcilien-/Leonard-Tietz-Straße getroffen werden. Zu Tage kamen 1,20 Meter breite und bis zu 1,70 Meter hohe Fundamente eines Rundbaues von 18 Metern Außenweite aus opus caementitium, die wohl aus dem 2./3. Jahrhundert stammen und bis ins 4. Jahrhundert benutzt wurden. Die Anlage reicht damit an die Größe von kaiserlichen Badeanlagen in Baiae heran. An zwei Seiten sind noch Reste der Hypokaustenanlagen sichtbar. Die Funde werden nicht abgeräumt, sondern unter einer 400 m² großen Bodenplatte abgedeckt bleiben. Der Bauherr verzichtet dabei auf entsprechend zu nutzende Flächen. Die zur Straße Nord-Süd-Fahrt hin gelegenen Bereiche der Thermen wurden seinerzeit beim Straßenbau „tiefgründig zerstört“.

### Rheinbrücke

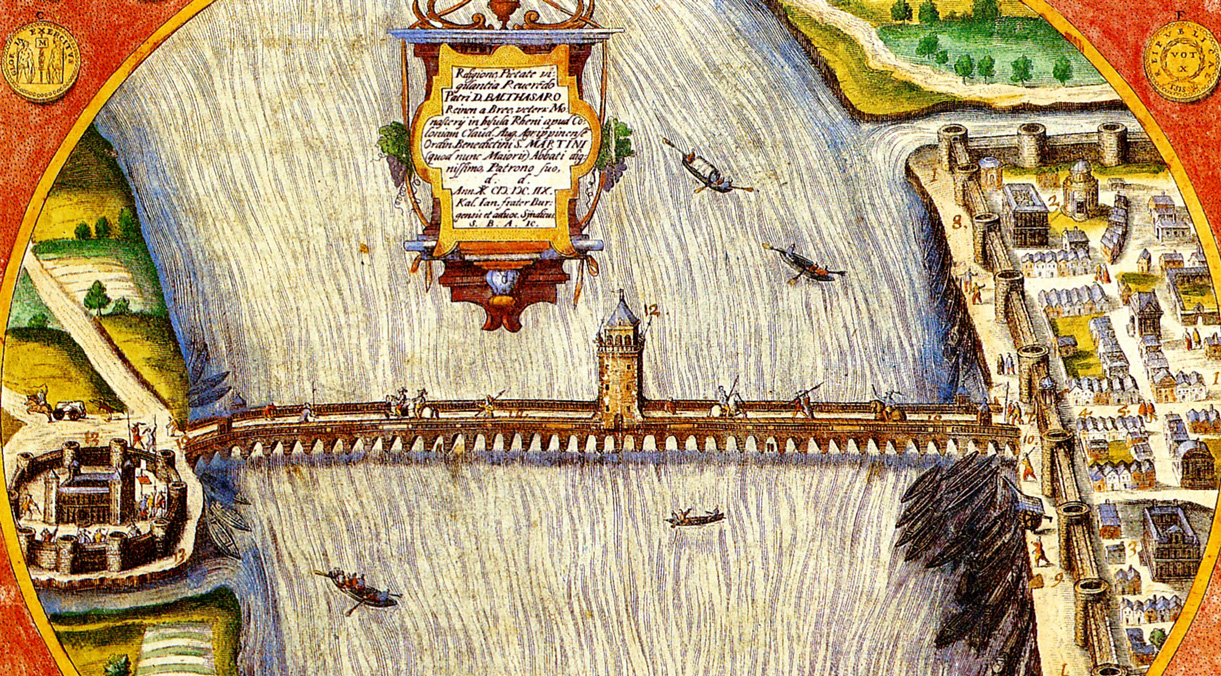
Kaiser Konstantin verband Köln und Deutz mit einer ersten festen Brücke (Darstellung von 1608)

Die erste feste Brücke über den Rhein entstand vermutlich im Jahre 310 unter Konstantin I. Die Römerbrücke verband das rechtsrheinische Kastell „Divitia“ (im heutigen Stadtteil Deutz), in dem bis zu 1.000 Soldaten untergebracht waren, mit der CCAA. Die Brücke überspannte den Strom auf einer Länge von rund 420 Metern. Insgesamt fünfzehn bisher nachgewiesene Brückenpfeiler trugen in ungleichmäßigen Abständen die etwa zehn Meter breite Fahrbahn. Die Brücke wurde möglicherweise noch im hohen Mittelalter genutzt. Ihr Ende ist nicht sicher geklärt. Der Überlieferung nach soll ihr Abriss als Präventivmaßnahme gegen nächtliche Überfälle auf das mittelalterliche Köln durch den Erzbischof Bruno I. (953-965) veranlasst worden sein. Danach dauerte es bis zum Jahr 1822, bevor die Stadt erneut durch eine Brücke mit Deutz verbunden wurde.

### Brückenkopfkastell „Divitia“
Das Brückenkopfkastell Divitia befand sich rechtsrheinisch, auf dem Gebiet des heutigen Kölner Stadtteils Deutz. Die Gründungsinschrift des Kastells wurde 1128 bei Abbrucharbeiten auf dem Kastellgelände entdeckt. Ihr zufolge wurde das Militärlager unter Konstantin I. durch die Legio XXII (22. Legion) um das Jahr 310 errichtet. Es sollte der Verstärkung der Rheingrenze gegen die in spätantiker Zeit immer häufiger auf linksrheinisches Gebiet übergreifenden Germanen dienen. Die Überlieferung der Gründungsinschrift wurde durch archäologische Funde (Konstantinische Münzen und Ziegelstempel der Legio XXII) bestätigt, die Mauerzüge des Kastells durch Ausgrabungen im 19. und 20. Jahrhundert nachgewiesen.
Es handelt sich bei dem Deutzer Kastell um ein quadratisches Steinkastell, das bei einer Seitenlänge von 142,35 m eine Fläche von rund zwei Hektar vereinnahmte. Umgeben war es von einer 3,30 m mächtigen Mauer, die mit vierzehn vorspringenden Rundtürmen bewehrt war. Darüber hinaus waren die beiden Lagertore von je zwei halbrunden Wehrtürmen flankiert, die Tore selbst waren mit Fallgittern armiert. Mit seiner Westseite grenzte das Kastell unmittelbar an den Rhein. Die drei Landseiten besaßen als Annäherungshindernis einen zwölf Meter breiten und drei Meter tiefen Spitzgraben, der sich rund 30 Meter vor den Kastellmauern befand. Ein weiterer, etwa gleich breiter Graben zwischen dem äußeren Graben und dem Kastell wurde in der Forschung zwischenzeitlich als karolingisch interpretiert, gehört aber wahrscheinlich ebenfalls der Gründungsphase des Lagers an.
Das Kastell wurde von einer nur 5,10 m breiten Lagerhauptstraße in westöstlicher Richtung durchschnitten. Diese Straße verband die beiden einzigen Tore der Fortifikation miteinander und führte auf der Westseite des Lagers unmittelbar hinter dem Westtor des Kastells auf die Rheinbrücke zur CCAA. Nördlich und südlich der Lagerstraße befanden sich jeweils acht, mit ihren Schmalseiten zur Straße hin ausgerichtete Kasernenbauten, die Platz für eine Besatzung von bis zu 1.000 Mann boten. Die vier Bauten im Zentrum des Lagers unterschieden sich durch zur Lagerhauptstraße hin vorgesetzte Portiken von den übrigen Gebäuden und dürften wohl als Stabs- und Verwaltungsgebäude sowie als Offiziers- und Unteroffizierswohnungen gedient haben. Bei den restlichen zwölf Kasernen hat es sich vermutlich um die Unterkünfte genau so vieler Zenturien gehandelt. Aufgrund des Fehlens entsprechender Zerstörungshorizonte kann davon ausgegangen werden, dass während der Frankeneinfälle in der zweiten Hälfte des 4. Jahrhunderts das Kastell nicht in Mitleidenschaft gezogen wurde. Vermutlich wurde es zu Beginn des 5. Jahrhunderts planmäßig geräumt. Anschließend diente es als fränkische Königsburg.
Im heutigen Stadtbild sind noch einige Spuren der ehemaligen Fortifikation sichtbar:
- die Fundamente des Osttores wurden konserviert und in einer kleinen Grünanlage unterhalb des Lufthansa-Gebäudes zugänglich gemacht
- Teile der Mauerverläufe des Lagerzentrums wurden westlich, nördlich und südlich der Kirche „Alt St. Herbert“ durch eine dunkle Pflasterung im heutigen Laufhorizont kenntlich gemacht
- ebenfalls durch eine gesonderte Pflasterung sind die Konturen des mittleren Wehrturms der Nordmauer an der Urbanstraße hervorgehoben
- ein Stück der Südmauer befindet sich in der Tiefgarage des Lufthansagebäudes, welche aber nicht öffentlich zugänglich ist

## Das Umland

### Gräberfelder

Rekonstruktion einer Gräberstraße der CCAA nach G. Heuser (um 1900)

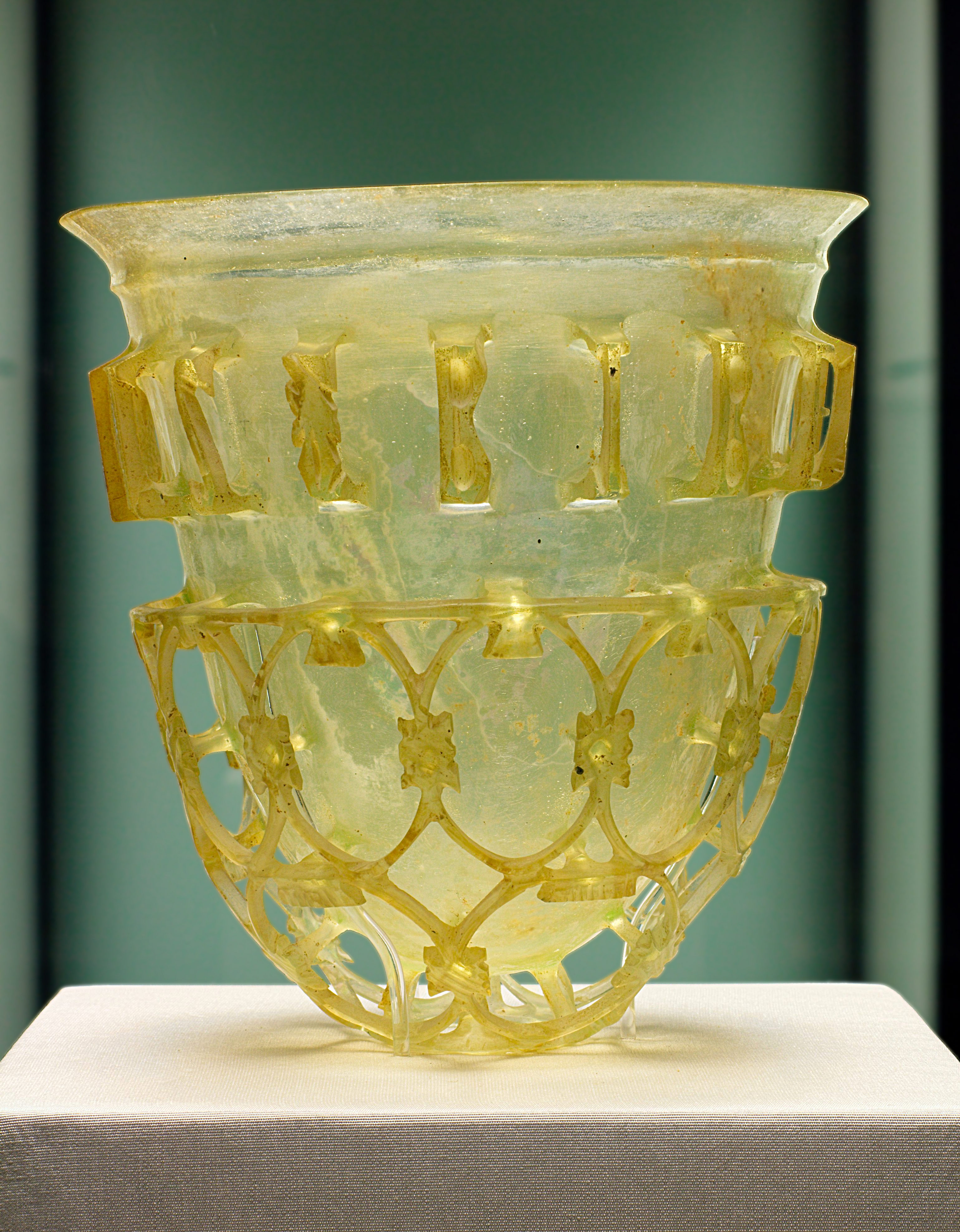
Diatretglas aus Köln, jetzt in den Staatlichen Antikensammlungen München

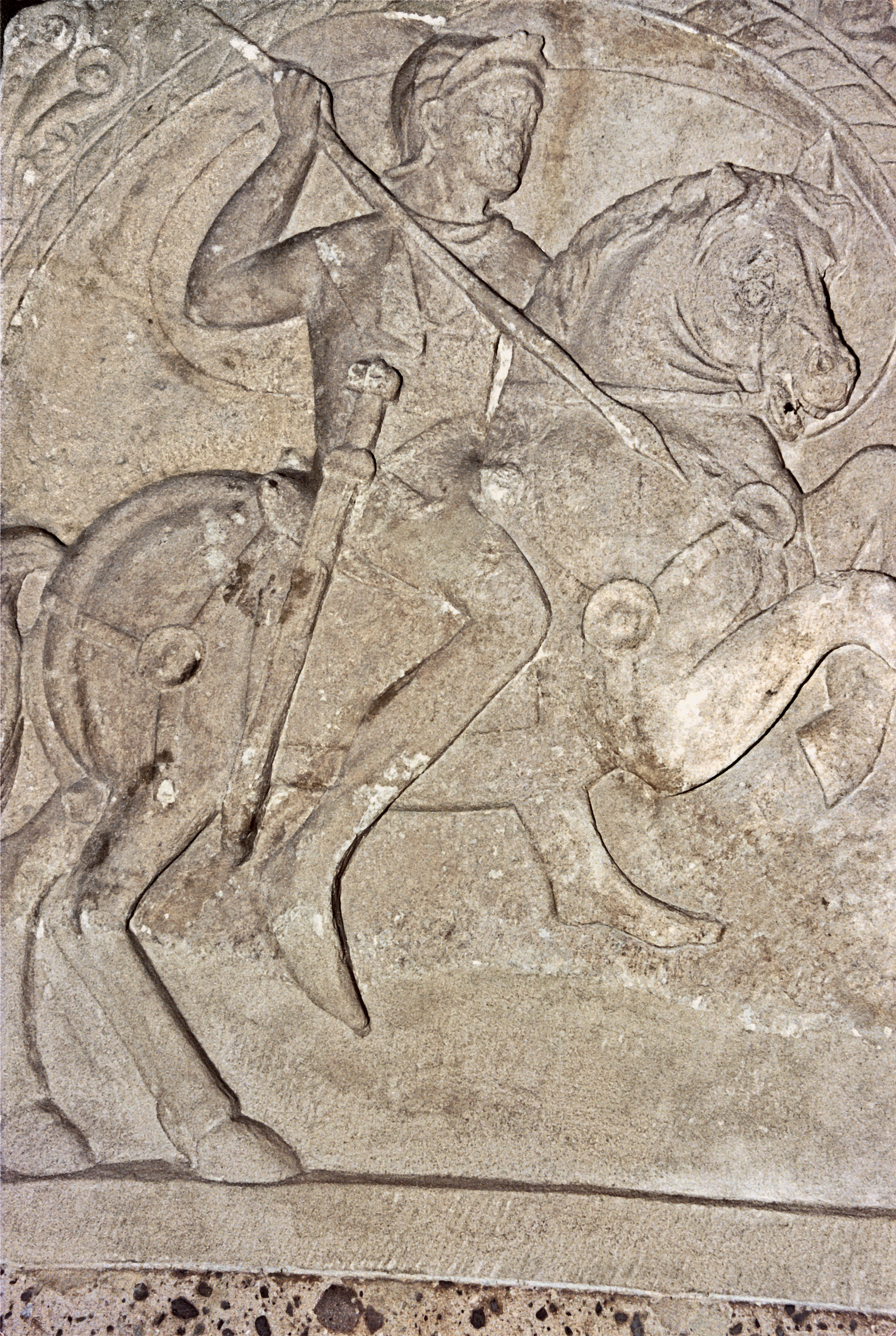
Grabstein eines unbekannten Kavalleristen

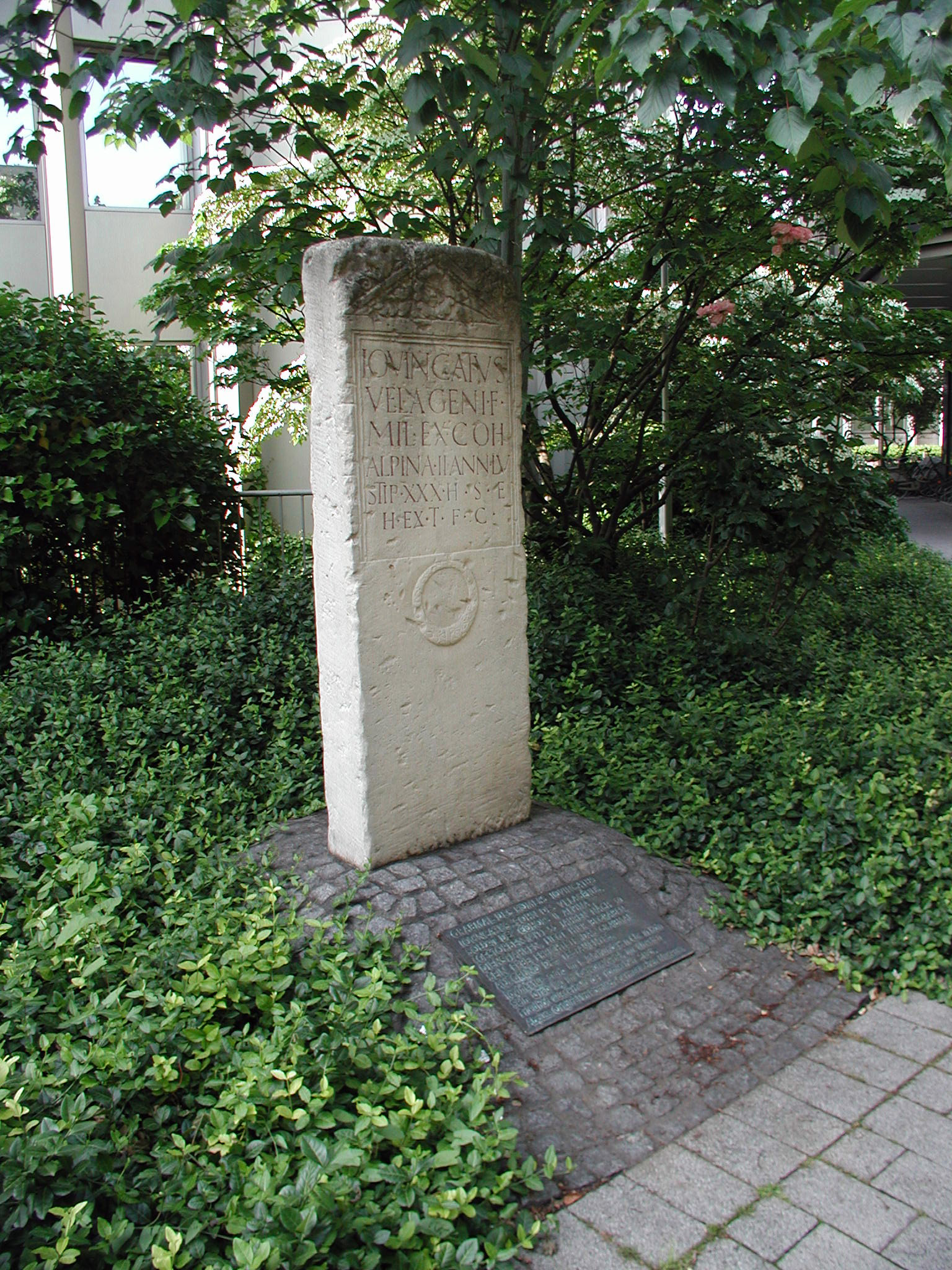
Grabmal des Römers Iovincatus

Wie im gesamten Römischen Reich befanden sich auch in der CCAA keine Bestattungsplätze innerhalb der Wohngebiete. Schon das Zwölftafelgesetz aus dem 5. vorchristlichen Jahrhundert hatte es verboten, die Toten innerhalb der Stadt zu begraben oder zu verbrennen („Hominem mortuum in urbe ne sepelito neve urito.“ Tafel X). Dieses Gebot wurde über die Jahrhunderte in allen römischen Siedlungen eingehalten. Stattdessen waren die Ortschaften entlang ihrer Ausfallstraßen von weitläufigen Friedhofsanlagen umgeben. So umschloss auch die CCAA ein Ring aus Friedhöfen. In der Literatur wird zwischen fünf verschiedenen Gräberfeldern unterschieden. Die frühesten Grablegungen hielten noch einen bis zu mehrere hundert Meter weiten Abstand von der Stadtmauer. Im städtischen Umland von Köln sind außerdem Gräberfelder bekannt, die aufgrund ihrer Lage und Größe zu stadtnahen Villen gehört haben.

#### Städtische Gräberfelder
Die weiteste Ausdehnung der Gräberfelder wurde an der nach Bonna führenden Limesstraße mit einer Länge von drei Kilometern ermittelt. Im heutigen Stadtbild entspricht dieses sogenannte Südliche Gräberfeld dem Severinsviertel resp. der Severinstraße und der Bonner Straße. Seine Belegungsdauer reicht vom frühen ersten Jahrhundert kontinuierlich bis in die fränkische Zeit. Nahezu alle Bestattungsformen sind vertreten. Bis ins 3. Jahrhundert n. Chr. herrschen Brandgräber in Urnen, Erdgruben und Steinkisten vor. Im Verlauf des 3. Jahrhunderts lösen Körperbestattungen die Brandgrabstätte ab. Körperbestattungen werden in Holzsärgen, Sarkophagen aus Stein und Bleisärgen angelegt, manchmal sind keine Reste eines Sarges nachgewiesen. Auch vereinzelte Grabkammern sind lokalisiert worden. Unter den bemerkenswerteren Einzelgräbern finden sich das monumentale Grabmal des Lucius Poblicius, eines Veteranen der Legio V Alaudae aus den 40er Jahren des ersten nachchristlichen Jahrhunderts und die ebenfalls dem frühen ersten Jahrhundert entstammende Grabstele des Sklavenhändlers Caius Aiacius.
Eine ähnlich große Fläche nahm das Gräberfeld Luxemburger Straße mit einer Länge von rund 2,5 km und einer Breite von bis zu 400 m ein. Die heutige Luxemburger Straße entspricht weitestgehend dem Verlauf der römischen Staatsstraße von der CCAA zur Augusta Treverorum. In diesem Gräberfeld fanden sich nur wenige größere Grabmonumente, ansonsten konnten alle gängigen Grabtypen mit zum Teil aufwändiger Gestaltung und üppigen Beigaben nachgewiesen werden. Eine Besonderheit ist der archäologische Nachweis zentraler Verbrennungsplätze, sogenannter Ustrinae.
Eine Ausdehnung von mehr als zwei Kilometern nahm auch das Gräberfeld Aachener Straße ein. Die heutige Aachener Straße entspricht in ihrem Verlauf dem der römischen Staatsstraße, die Köln über Iuliacum, Tongern und Bavay mit der Kanalküste verband. Auch hier sind die monumentalen Grabbauten relativ selten zu finden, allerdings stammen mit zwei Diatretbechern gleich zwei der spektakulärsten römischen Einzelfunde auf dem Kölner Stadtgebiet aus dieser Nekropole.
Die Achse des Nordwestlichen Gräberfeldes bildete eine nicht klar bestimmbare, in nordwestliche Richtung die antike Stadt verlassende Nebenstraße. Während die übrigen Gräberfelder der CCAA zumindest in der Anfangszeit ihrer Belegung einen gewissen Abstandsraum zur Stadtmauer gelassen hatten, schloss das Nordwestliche Gräberfeld schon zu Beginn seiner Belegungszeit unmittelbar an die Stadtmauer an. Rund 1.200 Bestattungen sind bekannt, davon etwa 800 Brand- und 400 Körpergräber. Bemerkenswert ist die Belegungsdauer der Nekropole, deren Nutzung in frührömischer Oppidumszeit beginnt und weit über das Ende der römischen Herrschaft bis in das 9. Jahrhundert fortdauert. Aus dem Bereich des Gräberfeldes konnten zahlreiche Grabsteine geborgen werden. Auffällig die Stele des spätantiken Offiziers Victorinus, der im 4. Jahrhundert bei Divitia von einem Franken erschlagen worden war.
Das ganz im Norden des antiken Kölns gelegene Gräberfeld Neusser Straße orientierte sich – wie das Südliche Gräberfeld – wieder am Verlauf der Limesstraße, hier in Richtung Novaesium. Die Belegung des Gräberfeldes setzte – von vereinzelten Ausnahmen abgesehen – im Wesentlichen erst in der zweiten Hälfte des ersten nachchristlichen Jahrhunderts mit der Bestattung von Militärpersonen ein. Monumentale Grabbauten wurden nur vereinzelt aufgefunden. Kleinere Bestattungsformen aller Variationen dominierten die nördliche Nekropole. Vielfältige Berufsbezeichnungen auf den geborgenen Grabstelen vermitteln einen Eindruck vom Wirtschaftsleben der antiken Stadt, die große Variationsbreite der Kleinfunde spiegelt die breite Fächerung der ausgeübten Religionen wider.

Funde aus den Gräberfeldern der Colonia Claudia Ara Agrippinensium
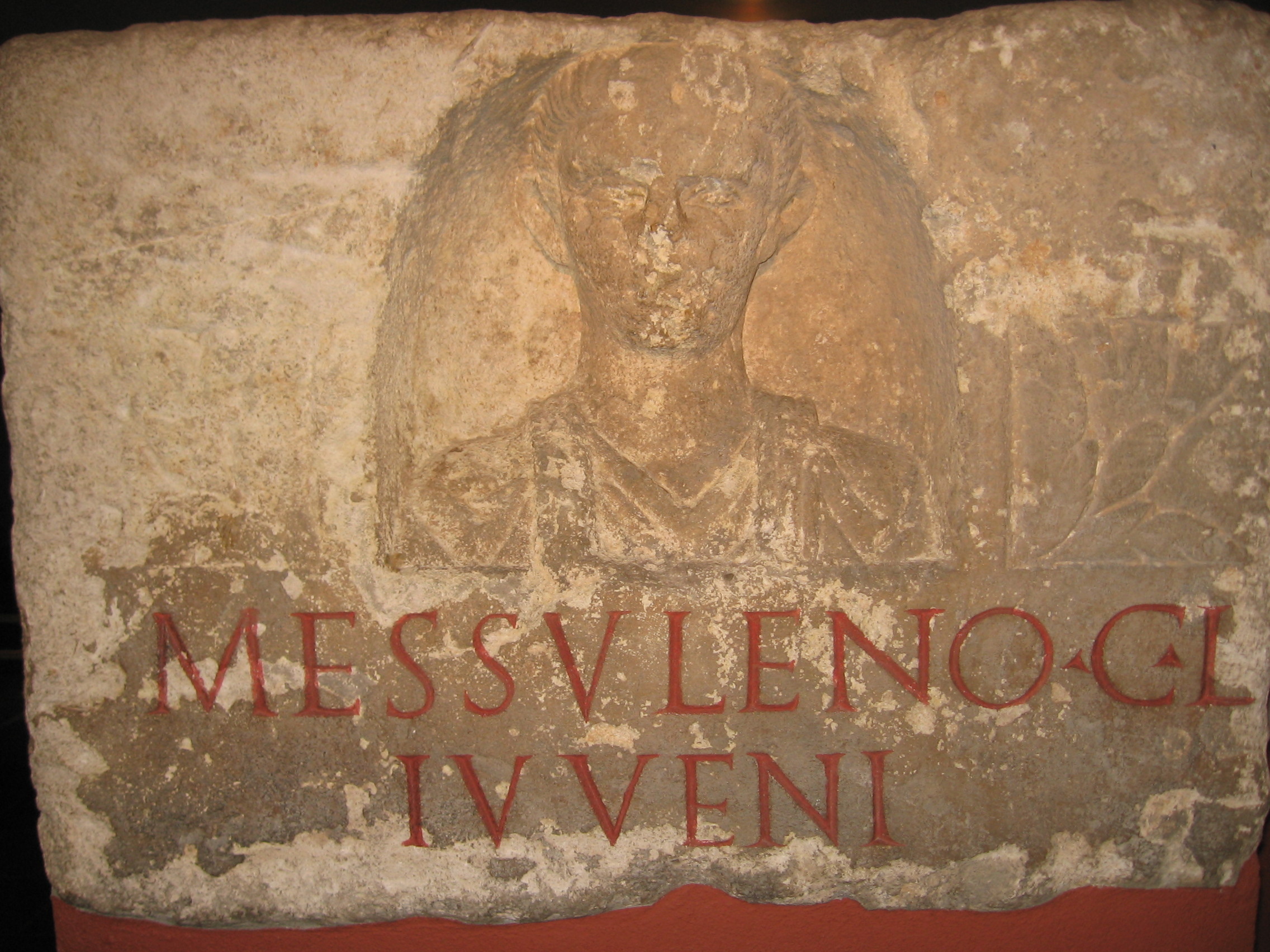
Grabstein des Freigelassenen Gaius Messulenus
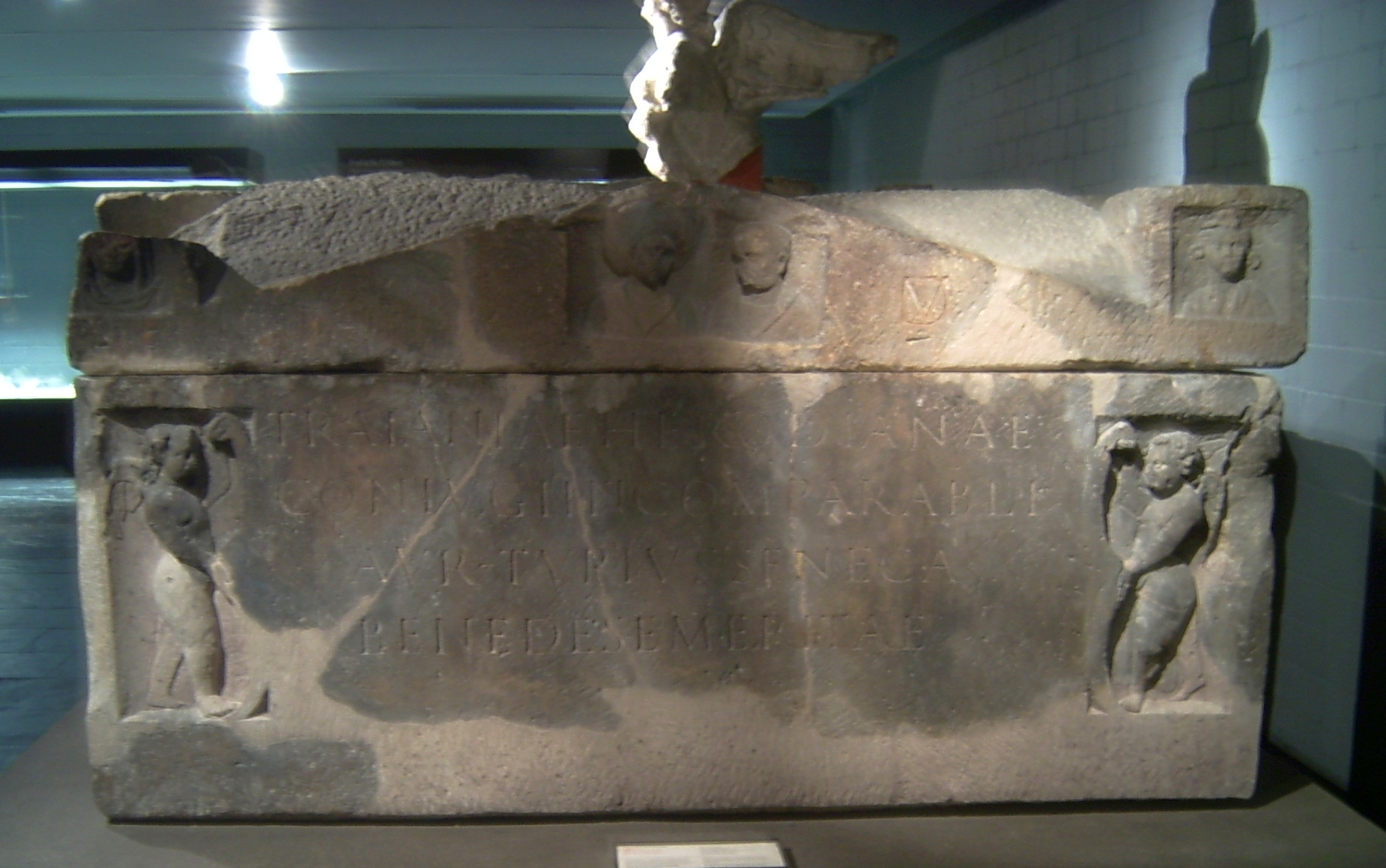
Sarg der Traianaia Herodiana
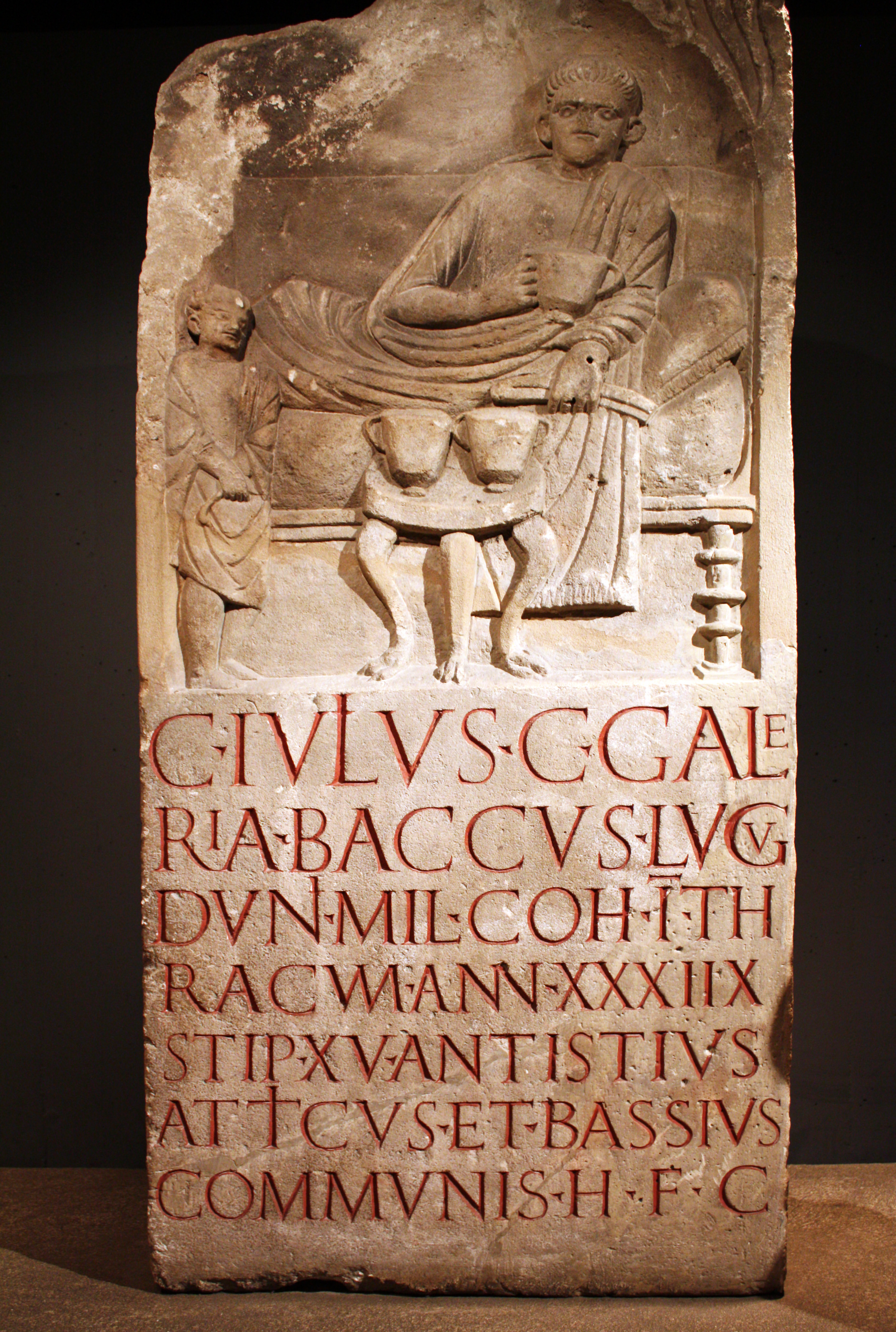
Grabstein des Caius Iulius Baccus

#### Grabmal des Poblicius
- Siehe Hauptartikel Grabmal des Poblicius.[80][81]

#### Grabkammer von Köln-Weiden
- Siehe Hauptartikel Römergrab Köln-Weiden.[82]

### Villae Rusticae
Innerhalb des heutigen Bereiches der Stadt Köln, der nicht mit dem antiken Verwaltungsareal der CCAA verwechselt werden darf, wurden mehrere römische Villen ausgegraben. Der großflächig aufgedeckte Gutshof von Köln-Müngersdorf wurde bereits 1933 von Fritz Fremersdorf monographisch publiziert. Aus dem Gräberfeld einer römischen Villa von Köln-Braunsfeld stammt das im Römisch-Germanischen Museum Köln ausgestellte Diatretglas. Reste weiterer Villen fanden sich unter der Kölner Kirche St. Pantaleon sowie in Köln-Niehl, Köln-Rodenkirchen, Köln-Rondorf, Köln-Vogelsang und in Köln-Widdersdorf.

## Rezeption
In Köln war die antike Vergangenheit des Ortes immer präsent. Noch im Mittelalter verwiesen die Kölner auf das hohe Alter ihrer Heimatstadt und leiteten daraus ihren Vorrang vor den anderen Städten des Heiligen Römischen Reiches ab. Entsprechend früh begann die archäologische Erforschung der erhaltenen Überreste.
Noch heute ist der abgekürzte Name der antiken Stadt, Colonia, vielfach als Synonym für „Köln“ in Gebrauch, etwa im 2003 entstandenen Karnevalslied Viva Colonia der Band Höhner. Auch der Asteroid (243440) Colonia wurde nach der Kolonie benannt.

## Denkmalschutz und museale Aufbereitung

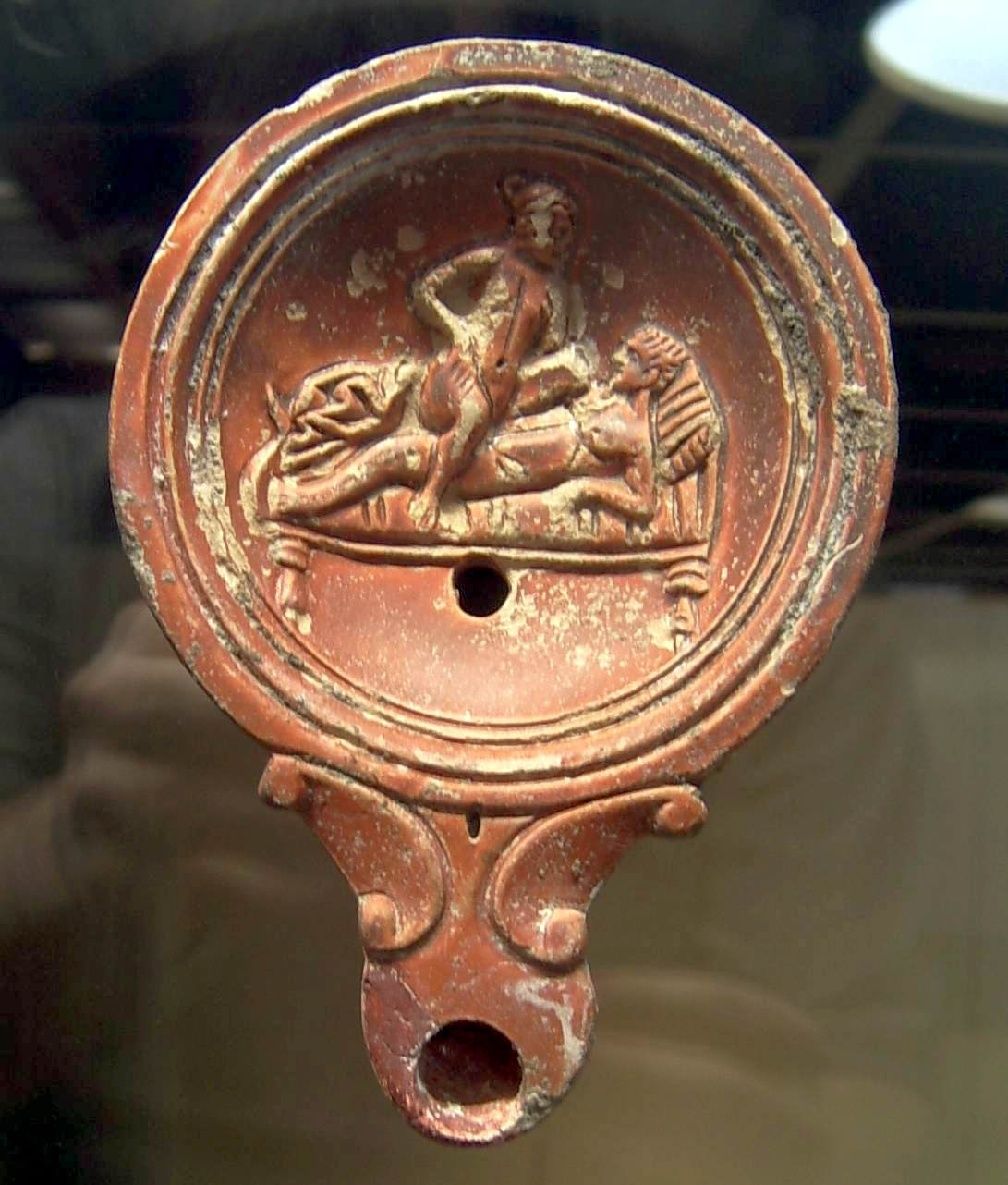
Öllampe mit erotischem Motiv im Römisch-Germanischen Museum

Die materiellen Relikte der CCAA sind Bodendenkmale nach dem Gesetz zum Schutz und zur Pflege der Denkmäler im Lande Nordrhein-Westfalen (Denkmalschutzgesetz – DSchG). Nachforschungen und gezieltes Sammeln von Funden sind genehmigungspflichtig. Zufallsfunde sind an die Denkmalbehörden zu melden.
Besonders aussagekräftige archäologische Funde aus dem Kölner Stadtgebiet werden im Römisch-Germanischen Museum Köln gezeigt.

### Einführungen und Überblickswerke
- Wolfgang Binsfeld: Aus dem römischen Köln (= Schriftenreihe der Archäologischen Gesellschaft Köln e. V. Band 15). Greven, Köln 1966.
- Carl Dietmar, Marcus Trier: Mit der U-Bahn in die Römerzeit. Ein Handbuch zu den archäologischen Ausgrabungsstätten rund um den Bau der Nord-Süd-Stadtbahn. KiWi, Köln 2005, ISBN 3-462-03575-4.
- Werner Eck: Köln in römischer Zeit. Geschichte einer Stadt im Rahmen des Imperium Romanum (= Geschichte der Stadt Köln in 13 Bänden. Band 1). Greven, Köln 2004, ISBN 3-7743-0357-6.
- Thomas Fischer, Marcus Trier: Das römische Köln. Bachem, Köln 2014, ISBN 978-3-7616-2469-2.
- Hansgerd Hellenkemper, Dela von Boeselager, Klaus Grewe u. a.: Köln. In: Heinz Günter Horn (Hrsg.): Die Römer in Nordrhein-Westfalen. Lizenzausgabe der Auflage von 1987. Nikol, Hamburg 2002, ISBN 3-933203-59-7, S. 459–521.
- Max Ihm: Agrippinenses. In: Paulys Realencyclopädie der classischen Altertumswissenschaft (RE). Band I,1, Stuttgart 1893, Sp. 900 f.
- Peter La Baume: Colonia Agrippinensis. 2., verbesserte und erweiterte Auflage. Greven, Köln 1960.
- Inge Linfert-Reich: Roemisches Alltagsleben in Köln. 2. Auflage. RGM, Köln 1976.
- Alfred Schäfer: Götter, Gaben, Heiligtümer. Religion im römischen Köln. Philipp von Zabern, Darmstadt 2016, ISBN 978-3-8053-4949-9.
- Hermann Schmitz: Colonia Claudia Ara Agrippinensium (= Veröffentlichungen des Kölnischen Geschichtsvereins e. V. Nummer 18). Verlag Der Löwe, Köln 1956.
- Gerta Wolff: Das Römisch-Germanische Köln. Führer zu Museum und Stadt. 6. überarbeitete Auflage. Bachem, Köln 2005, ISBN 3-7616-1370-9.

### Wissenschaftliche Untersuchungen zu zentralen Aspekten
- Fritz Fremersdorf: Neue Beiträge zur Topographie des römischen Köln (= Römisch-germanische Forschungen. Band 18). Walter de Gruyter, Berlin 1950 (Digitalisat).
- Ulrich Friedhoff: Der römische Friedhof an der Jakobstraße zu Köln (= Kölner Forschungen. Band 8). Zabern, Mainz 1991, ISBN 3-8053-1144-3.
- Brigitte und Hartmut Galsterer: Die römischen Steininschriften aus Köln. RGM, Köln 1975.
- Rudolf Haensch: Capita provinciarum. Statthaltersitze und Provinzialverwaltung in der römischen Kaiserzeit (= Kölner Forschungen. Band 3). Zabern, Mainz 1997, ISBN 3-8053-1803-0.
- Constanze Höpken: Die römische Keramikproduktion in Köln. Zabern, Mainz 2005, ISBN 3-8053-3362-5.
- Bernhard Irmler: Colonia Claudia Ara Agrippinensium: Architektur und Stadtentwicklung. 3 Bde. München, Technische Universität, Dissertation 2005.
- Bernd Päffgen: Die Ausgrabungen in St. Severin zu Köln (= Kölner Forschungen. Band 5). 3 Bände. Zabern, Mainz 1997, ISBN 3-8053-1251-2.
- Gundolf Precht: Baugeschichtliche Untersuchung zum römischen Praetorium in Köln (= Rheinische Ausgrabungen. Band 14). Rheinland Verlag, Köln 1973, ISBN 3-7927-0181-2.
- Gundolf Precht: Das römische Kastell und die ehemalige Benediktinerklosterkirche St. Heribert in Köln-Deutz. O.V., Köln 1988.
- Matthias Riedel: Koeln, ein römisches Wirtschaftszentrum. Greven, Köln 1982, ISBN 3-7743-0196-4.
- Helmut Schoppa: Römische Götterdenkmäler in Köln. Reykers, Köln 1959.
- Uwe Süßenbach: Die Stadtmauer des römischen Köln. Greven, Köln 1981, ISBN 3-7743-0187-5.
- Renate Thomas: Römische Wandmalerei in Köln (= Kölner Forschungen. Band 6). Zabern, Mainz 1993, ISBN 3-8053-1351-9.
- Dela von Boeselager: Gräber mit Glasfunden an der Luxemburger Straße. Gebr. Mann, Berlin 2007, ISBN 978-3-7861-2528-0.

### Überblickswerke mit ausführlicheren Beiträgen zum römischen Köln
- Heinz Günter Horn (Hrsg.): Archäologie in Nordrhein-Westfalen. Geschichte im Herzen Europas. Zabern, Mainz 1990, ISBN 3-8053-1138-9.
- Heinz Günter Horn (Hrsg.): Ein Land macht Geschichte. Archäologie in Nordrhein-Westfalen. Zabern, Mainz 1995, ISBN 3-8053-1793-X.
- Heinz Günter Horn u. a. (Hrsg.): Von Anfang an. Archäologie in Nordrhein-Westfalen (= Schriften zur Bodendenkmalpflege in Nordrhein-Westfalen. Band 8). Zabern, Mainz 2005, ISBN 3-8053-3467-2.

### Aufsätze (Auswahl der wichtigsten Schriftreihen)
In den folgenden Publikationsreihen waren und sind Forschungsergebnisse zur Archäologie und Geschichte des römischen Kölns regelmäßig vertreten:
- Archäologie im Rheinland vormals Ausgrabungen im Rheinland. Jahresberichte des Landschaftsverbands Rheinland/Rheinisches Amt für Bodendenkmalpflege. Theiss, Stuttgart.
- Bericht der Römisch-Germanischen Kommission. Seit 1904. Zabern, Mainz.
- Bonner Jahrbücher. Seit 1842. Habelt, Bonn.
- Germania. Anzeiger der Römisch-Germanischen Kommission des Deutschen Archäologischen Instituts. Seit 1917. Zabern, Mainz.
- Jahrbuch des Kölnischen Geschichtsvereins. Seit 1912. SH, Köln.
- Kölner Jahrbuch für Vor- und Frühgeschichte. Herausgegeben vom Römisch-germanischen Museum und der Archäologischen Gesellschaft Köln. Gebr. Mann, Berlin 1955–1992.